# 海部郡 (愛知県)
- 令制国一覧 > 東海道 > 尾張国 > 海部郡
- 日本 > 中部地方 > 愛知県 > 海部郡

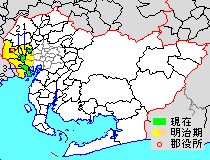
愛知県海部郡の位置（1.大治町 2.蟹江町 3.飛島村）

海部郡（あまぐん）は、愛知県（尾張国）の郡。名古屋西部に隣接している場所。
人口74,022人、面積40.11km²、人口密度1,845人/km²。（2025年2月1日、推計人口）
以下の2町1村を含む。
- 大治町（おおはるちょう）
- 蟹江町（かにえちょう）
- 飛島村（とびしまむら）

## 郡域
1913年（大正2年）に行政区画として発足した当時の郡域は、2町1村のほか、下記の区域にあたる。
- 津島市・愛西市・弥富市・あま市の全域
- 名古屋市の一部（中川区・港区の各一部[注釈 2]）
- 清須市の一部（上条・土田・廻間・西市場および新清洲の一部）

平安時代に海西郡を分割する以前は、海津市の一部（平田町岡、平田町者結、平田町蛇池、海津町松木、海津町鹿野、海津町草場、海津町駒ヶ江、海津町立野、海津町長久保、海津町石亀、海津町森下以東）が郡域であったが、1586年に美濃国海西郡として分割された後明治時代にそのまま海津郡に編入されているため、近代以降は海部郡の郡域とはなっていない。

## 古代

### 名称の由来
「あま」は、古来より漁業や航海などの職業に携わった海人部（あまのべ）に由来するとされる。

### 概要
かつての郡域であった津島市内の寺野遺跡からは約2000年ほど前の弥生時代に作られたと推定される土器や土錘が見つかっている。また寺野廃寺からは白鳳期の軒丸瓦が見つかっており、古代に大伽藍が存在したと推定される。

## 第1次海部郡
701年の大宝律令制定以前から、評として「海評（あまのこおり）」が置かれていた。飛鳥京跡苑池遺構から出土した678年（天武天皇7年）頃のものとされる木簡には「戊寅年十二月尾張海評津嶋五十戸・韓人部田根舂 赤米斗加支各田部金」と記載されており、この頃すでに「津嶋」の郷に1000人ほどが居住していたことが分かる。701年の大宝律令の制定により評が郡となり「海郡」となった。713年（和銅6年）以降、好字二字令により「海部郡」と記されるようになった。奈良時代の古文書である正倉院文書や927年成立の延喜式にも海部郡（あまのこおり）との記載がみられる。延喜式によると域内に「馬津駅（うまづえき）」という駅家が存在したとされ、古代東海道のルートとなっていたことがわかる。
「佐織町史通史編」によれば平安時代後期すなわち11世紀頃に東西に分割されて海東郡と海西郡になり、海東郡と海西郡の境界は善太川の旧河道と推定されている。

### 郷
938年頃に成立した和名類聚抄に「海部郡」の郷として掲載されているのは以下の通り。ただし読みが特定できるものについては括弧内に記載した。
- 新屋（にいや）
- 中島（なかしま）
- 津積（つつみ）
- 志摩（しま）
- 伊福（いふく）
- 島田（しまだ）
- 海部（あま）
- 日置（へき）
- 三刀（みと）
- 物忌（ものいみ）
- 三宅（みやけ）
- 八田（やた）

### 式内社
『延喜式』神名帳に記される郡内の式内社。
| 神名帳                   | 神名帳     | 神名帳 | 神名帳 | 比定社         | 比定社                              | 比定社 | 集成 |
| 社名                     | 読み       | 格     | 付記   | 社名           | 所在地                              | 備考   | 集成 |
| ------------------------ | ---------- | ------ | ------ | -------------- | ----------------------------------- | ------ | ---- |
| 尾張国海部郡 8座（並小） |            |        |        |                |                                     |        |      |
| 漆部神社                 | ウルシヘノ | 小     |        | （論）漆部神社 | 愛知県あま市甚目寺東門前            |        |      |
| 諸鍬神社                 | モロクハノ | 小     |        | 諸鍬神社       | 愛知県愛西市諸桑町郷城              |        |      |
| 国玉神社                 | クニタマノ | 小     |        | 国玉神社       | 愛知県名古屋市中川区富田町万場2丁目 |        |      |
| 藤島神社                 | フチシマノ | 小     |        | 藤島神社       | 愛知県あま市秋竹字柏田              |        |      |
| 宇太志神社               | ウタシノ   | 小     |        | 宇太志神社     | 愛知県愛西市鵜多須町下中山          |        |      |
| 由乃伎神社               | ユノキノ   | 小     |        | 由乃伎神社     | 愛知県愛西市柚木町東田面            |        |      |
| 伊久波神社               | イクハノ   | 小     |        | 伊久波神社     | 愛知県稲沢市平和町下三宅郷内        |        |      |
| 憶感神社                 | オカムノ   | 小     |        | 憶感神社       | 愛知県津島市神守町上町              |        |      |
| 凡例を表示               |            |        |        |                |                                     |        |      |

## 第2次海部郡
1913年（大正2年）7月1日に海東郡と海西郡が合併して海部郡となった。海東郡役所の置かれた津島町は両郡における生活の中心地であり、海西郡の住民にとっても海西郡役所のおかれた弥富町より便が良かったため、郡制施行以来長年の懸案だった。もっとも1921年（大正10年）には郡制そのものが廃止され、郡役所も1926年（大正15年）に廃された。
2005年3月時点では全国で一番人口の多い郡だったが、愛西市の誕生により福岡県糟屋郡に次いで2位に、弥富市の誕生で愛知県知多郡に次いで3位となった。2020年7月現在はあま市の誕生で19位である。

### 沿革
- 大正2年（1913年）7月1日 - 海東郡・海西郡の区域をもって発足。以下の町村が所属。（3町16村）
  - 旧・海東郡（2町10村） - 津島町（現・津島市）、蟹江町（現存）、佐屋村（現・愛西市）、永和村（現・津島市、愛西市、弥富市、蟹江町）、神守村（現・津島市）、美和村、七宝村（現・あま市）、南陽村、富田村（現・名古屋市）、大治村（現・大治町）、甚目寺村（現・あま市）、佐織村（現・愛西市）
  - 旧・海西郡（1町6村） - 八開村、立田村（現・愛西市）、市江村（現・愛西市、弥富市）、弥富町、十四山村（現・弥富市）、飛島村（現存）、鍋田村（現・弥富市）
- 大正12年（1923年）4月1日 - 郡会が廃止。郡役所は存続。
- 大正14年（1925年）4月1日 - 佐織村の一部（古川）が津島町に編入。
- 大正15年（1926年）7月1日 - 郡役所が廃止。以降は地域区分名称となる。
- 昭和7年（1932年）8月1日 - 甚目寺村が町制施行して甚目寺町となる。（4町15村）
- 昭和14年（1939年）11月3日 - 佐織村が町制施行して佐織町となる。（5町14村）
- 昭和18年（1943年）1月1日 - 甚目寺町の一部（土田・上条）が西春日井郡清洲町に編入。
- 昭和19年（1944年）2月11日 - 富田村が町制施行して富田町となる。（6町13村）
- 昭和22年（1947年）3月1日 - 津島町が市制施行して津島市となり、郡より離脱。（5町13村）
- 昭和24年（1949年）6月1日 - 南陽村が町制施行して南陽町となる。（6町12村）
- 昭和30年（1955年）
  - 1月1日 - 神守村が津島市に編入。（6町11村）
  - 4月1日（7町8村）
    - 佐屋村および市江村の一部（西保・東保・西条・東条・本部田）が合併して佐屋町が発足。
    - 弥富町・鍋田村・市江村の残部（楽平・佐古木新田・又八新田）が合併し、改めて弥富町が発足。

  - 10月1日 - 南陽町・富田町が名古屋市に編入。（5町8村）
- 昭和31年（1956年）4月1日 - 永和村が分割し、一部（半右衛門新田・頭長・唐臼・鹿伏兎・中一色）が津島市、一部（大井・鰯江新田・大野新田、善太新田の一部）が佐屋町、残部（善太新田の残部）が十四山村と蟹江町にそれぞれ編入。（5町7村）
- 昭和33年（1958年）1月1日 - 美和村が町制施行して美和町となる。（6町6村）
- 昭和41年（1966年）4月1日 - 七宝村が町制施行して七宝町となる。（7町5村）
- 昭和50年（1975年）4月1日 - 大治村が町制施行して大治町となる。（8町4村）
- 平成17年（2005年）4月1日 - 佐屋町・立田村・八開村・佐織町が合併して愛西市が発足し、郡より離脱。（6町2村）
- 平成18年（2006年）4月1日 - 弥富町が十四山村を編入のうえ市制施行して弥富市となり、郡より離脱。（5町1村）
- 平成22年（2010年）3月22日 - 七宝町・美和町・甚目寺町が合併してあま市が発足し、郡より離脱。（2町1村）

### 変遷表
| 旧郡          | 明治22年以前   | 明治22年以前                            | 明治22年以前                            | 明治22年 10月1日 町村制施行 | 明治22年 - 明治38年            | 明治39年 - 大正15年     | 明治39年 - 大正15年                    | 昭和元年 - 昭和29年         | 昭和元年 - 昭和29年                   | 昭和30年 - 昭和64年                  | 平成元年 - 現在                             | 現在            |
| ------------- | -------------- | --------------------------------------- | --------------------------------------- | --------------------------- | ------------------------------ | ----------------------- | -------------------------------------- | --------------------------- | ------------------------------------- | ------------------------------------ | ------------------------------------------- | --------------- |
| 海東郡        | 万場村         | 万場村                                  | 万場村                                  | 万須田村                    | 万須田村                       | 明治39年7月1日 富田村   | 明治39年7月1日 富田村                  | 富田村                      | 昭和19年2月11日 町制 富田町           | 昭和30年10月1日 名古屋市中川区に編入 | 名古屋市中川区                              | 名古屋市 中川区 |
| 海東郡        | 長須賀村       | 長須賀村                                | 長須賀村                                | 万須田村                    | 万須田村                       | 明治39年7月1日 富田村   | 明治39年7月1日 富田村                  | 富田村                      | 昭和19年2月11日 町制 富田町           | 昭和30年10月1日 名古屋市中川区に編入 | 名古屋市中川区                              | 名古屋市 中川区 |
| 海東郡        | 伏屋村         | 伏屋村                                  | 伏屋村                                  | 万須田村                    | 万須田村                       | 明治39年7月1日 富田村   | 明治39年7月1日 富田村                  | 富田村                      | 昭和19年2月11日 町制 富田町           | 昭和30年10月1日 名古屋市中川区に編入 | 名古屋市中川区                              | 名古屋市 中川区 |
| 海東郡        | 助光村         | 助光村                                  | 助光村                                  | 万須田村                    | 万須田村                       | 明治39年7月1日 富田村   | 明治39年7月1日 富田村                  | 富田村                      | 昭和19年2月11日 町制 富田町           | 昭和30年10月1日 名古屋市中川区に編入 | 名古屋市中川区                              | 名古屋市 中川区 |
| 海東郡        | 前田村         | 前田村                                  | 前田村                                  | 万須田村                    | 万須田村                       | 明治39年7月1日 富田村   | 明治39年7月1日 富田村                  | 富田村                      | 昭和19年2月11日 町制 富田町           | 昭和30年10月1日 名古屋市中川区に編入 | 名古屋市中川区                              | 名古屋市 中川区 |
| 海東郡        | 千音寺村       | 千音寺村                                | 千音寺村                                | 赤星村                      | 赤星村                         | 明治39年7月1日 富田村   | 明治39年7月1日 富田村                  | 富田村                      | 昭和19年2月11日 町制 富田町           | 昭和30年10月1日 名古屋市中川区に編入 | 名古屋市中川区                              | 名古屋市 中川区 |
| 海東郡        | 新家村         | 新家村                                  | 新家村                                  | 赤星村                      | 赤星村                         | 明治39年7月1日 富田村   | 明治39年7月1日 富田村                  | 富田村                      | 昭和19年2月11日 町制 富田町           | 昭和30年10月1日 名古屋市中川区に編入 | 名古屋市中川区                              | 名古屋市 中川区 |
| 海東郡        | 松下村         | 明治11年12月20日 正治村                 | 明治11年12月20日 正治村                 | 赤星村                      | 赤星村                         | 明治39年7月1日 富田村   | 明治39年7月1日 富田村                  | 富田村                      | 昭和19年2月11日 町制 富田町           | 昭和30年10月1日 名古屋市中川区に編入 | 名古屋市中川区                              | 名古屋市 中川区 |
| 海東郡        | 服部村         | 明治11年12月20日 正治村                 | 明治11年12月20日 正治村                 | 赤星村                      | 赤星村                         | 明治39年7月1日 富田村   | 明治39年7月1日 富田村                  | 富田村                      | 昭和19年2月11日 町制 富田町           | 昭和30年10月1日 名古屋市中川区に編入 | 名古屋市中川区                              | 名古屋市 中川区 |
| 海東郡        | 供米田村       | 供米田村                                | 供米田村                                | 豊治村                      | 豊治村                         | 明治39年7月1日 富田村   | 明治39年7月1日 富田村                  | 富田村                      | 昭和19年2月11日 町制 富田町           | 昭和30年10月1日 名古屋市中川区に編入 | 名古屋市中川区                              | 名古屋市 中川区 |
| 海東郡        | 包里村         | 包里村                                  | 包里村                                  | 豊治村                      | 豊治村                         | 明治39年7月1日 富田村   | 明治39年7月1日 富田村                  | 富田村                      | 昭和19年2月11日 町制 富田町           | 昭和30年10月1日 名古屋市中川区に編入 | 名古屋市中川区                              | 名古屋市 中川区 |
| 海東郡        | 榎津村         | 榎津村                                  | 榎津村                                  | 豊治村                      | 豊治村                         | 明治39年7月1日 富田村   | 明治39年7月1日 富田村                  | 富田村                      | 昭和19年2月11日 町制 富田町           | 昭和30年10月1日 名古屋市中川区に編入 | 名古屋市中川区                              | 名古屋市 中川区 |
| 海東郡        | 富永村         | 富永村                                  | 富永村                                  | 豊治村                      | 豊治村                         | 明治39年7月1日 富田村   | 明治39年7月1日 富田村                  | 富田村                      | 昭和19年2月11日 町制 富田町           | 昭和30年10月1日 名古屋市中川区に編入 | 名古屋市中川区                              | 名古屋市 中川区 |
| 海東郡        | 江松村         | 江松村                                  | 江松村                                  | 豊治村                      | 豊治村                         | 明治39年7月1日 富田村   | 明治39年7月1日 富田村                  | 富田村                      | 昭和19年2月11日 町制 富田町           | 昭和30年10月1日 名古屋市中川区に編入 | 名古屋市中川区                              | 名古屋市 中川区 |
| 海東郡        | 納屋山新田     | 明治11年12月20日 江松村に合併           | 江松村                                  | 豊治村                      | 豊治村                         | 明治39年7月1日 富田村   | 明治39年7月1日 富田村                  | 富田村                      | 昭和19年2月11日 町制 富田町           | 昭和30年10月1日 名古屋市中川区に編入 | 名古屋市中川区                              | 名古屋市 中川区 |
| 海東郡        | 戸田村         | 戸田村                                  | 戸田村                                  | 戸田村                      | 戸田村                         | 明治39年7月1日 富田村   | 明治39年7月1日 富田村                  | 富田村                      | 昭和19年2月11日 町制 富田町           | 昭和30年10月1日 名古屋市中川区に編入 | 名古屋市中川区                              | 名古屋市 中川区 |
| 海東郡        | 春田村         | 春田村                                  | 春田村                                  | 戸田村                      | 戸田村                         | 明治39年7月1日 富田村   | 明治39年7月1日 富田村                  | 富田村                      | 昭和19年2月11日 町制 富田町           | 昭和30年10月1日 名古屋市中川区に編入 | 名古屋市中川区                              | 名古屋市 中川区 |
| 海東郡        | 藤高新田       | 藤高新田                                | 藤高新田                                | 茶屋村                      | 茶屋村                         | 明治39年7月1日 南陽村   | 明治39年7月1日 南陽村                  | 南陽村                      | 昭和24年6月1日 町制 南陽町            | 昭和30年10月1日 名古屋市港区に編入   | 名古屋市港区                                | 名古屋市 港区   |
| 海東郡        | 藤高前新田     | 藤高前新田                              | 藤高前新田                              | 茶屋村                      | 茶屋村                         | 明治39年7月1日 南陽村   | 明治39年7月1日 南陽村                  | 南陽村                      | 昭和24年6月1日 町制 南陽町            | 昭和30年10月1日 名古屋市港区に編入   | 名古屋市港区                                | 名古屋市 港区   |
| 海東郡        | 茶屋新田       | 茶屋新田                                | 茶屋新田                                | 茶屋村                      | 茶屋村                         | 明治39年7月1日 南陽村   | 明治39年7月1日 南陽村                  | 南陽村                      | 昭和24年6月1日 町制 南陽町            | 昭和30年10月1日 名古屋市港区に編入   | 名古屋市港区                                | 名古屋市 港区   |
| 海東郡        | 七島新田       | 七島新田                                | 七島新田                                | 茶屋村                      | 茶屋村                         | 明治39年7月1日 南陽村   | 明治39年7月1日 南陽村                  | 南陽村                      | 昭和24年6月1日 町制 南陽町            | 昭和30年10月1日 名古屋市港区に編入   | 名古屋市港区                                | 名古屋市 港区   |
| 海東郡        | 小川新田       | 小川新田                                | 小川新田                                | 茶屋村                      | 茶屋村                         | 明治39年7月1日 南陽村   | 明治39年7月1日 南陽村                  | 南陽村                      | 昭和24年6月1日 町制 南陽町            | 昭和30年10月1日 名古屋市港区に編入   | 名古屋市港区                                | 名古屋市 港区   |
| 海東郡        | 茶屋後新田     | 茶屋後新田                              | 茶屋後新田                              | 福屋村                      | 福屋村                         | 明治39年7月1日 南陽村   | 明治39年7月1日 南陽村                  | 南陽村                      | 昭和24年6月1日 町制 南陽町            | 昭和30年10月1日 名古屋市港区に編入   | 名古屋市港区                                | 名古屋市 港区   |
| 海東郡        | 福田前新田     | 福田前新田                              | 福田前新田                              | 福屋村                      | 福屋村                         | 明治39年7月1日 南陽村   | 明治39年7月1日 南陽村                  | 南陽村                      | 昭和24年6月1日 町制 南陽町            | 昭和30年10月1日 名古屋市港区に編入   | 名古屋市港区                                | 名古屋市 港区   |
| 海東郡        | 福田村         | 明治11年12月20日 東福田村               | 明治11年12月20日 東福田村               | 福田村                      | 福田村                         | 明治39年7月1日 南陽村   | 明治39年7月1日 南陽村                  | 南陽村                      | 昭和24年6月1日 町制 南陽町            | 昭和30年10月1日 名古屋市港区に編入   | 名古屋市港区                                | 名古屋市 港区   |
| 海東郡        | 福田村         | 明治11年12月20日 西福田村               | 一部を除く                              | 福屋村                      | 福屋村                         | 明治39年7月1日 南陽村   | 明治39年7月1日 南陽村                  | 南陽村                      | 昭和24年6月1日 町制 南陽町            | 昭和30年10月1日 名古屋市港区に編入   | 名古屋市港区                                | 名古屋市 港区   |
| 海東郡        | 福田村         | 明治11年12月20日 西福田村               | 一部                                    | 蟹江町                      | 蟹江町                         | 明治39年7月1日 蟹江町   | 明治39年7月1日 蟹江町                  | 蟹江町                      | 蟹江町                                | 蟹江町                               | 蟹江町                                      | 蟹江町          |
| 海東郡        | 蟹江本町村     | 蟹江本町村                              | 蟹江本町村                              | 蟹江町                      | 蟹江町                         | 明治39年7月1日 蟹江町   | 明治39年7月1日 蟹江町                  | 蟹江町                      | 蟹江町                                | 蟹江町                               | 蟹江町                                      | 蟹江町          |
| 海東郡        | 蟹江新町村     | 蟹江新町村                              | 蟹江新町村                              | 蟹江町                      | 蟹江町                         | 明治39年7月1日 蟹江町   | 明治39年7月1日 蟹江町                  | 蟹江町                      | 蟹江町                                | 蟹江町                               | 蟹江町                                      | 蟹江町          |
| 海東郡        | 今村           | 今村                                    | 今村                                    | 蟹江町                      | 蟹江町                         | 明治39年7月1日 蟹江町   | 明治39年7月1日 蟹江町                  | 蟹江町                      | 蟹江町                                | 蟹江町                               | 蟹江町                                      | 蟹江町          |
| 海東郡        | 西之森村       | 西之森村                                | 西之森村                                | 西ノ森村                    | 西ノ森村                       | 明治39年7月1日 蟹江町   | 明治39年7月1日 蟹江町                  | 蟹江町                      | 蟹江町                                | 蟹江町                               | 蟹江町                                      | 蟹江町          |
| 海東郡        | 須成村         | 須成村                                  | 須成村                                  | 須成村                      | 須成村                         | 明治39年7月1日 蟹江町   | 明治39年7月1日 蟹江町                  | 蟹江町                      | 蟹江町                                | 蟹江町                               | 蟹江町                                      | 蟹江町          |
| 海東郡        | 蟹江新田       | 蟹江新田                                | 蟹江新田                                | 新蟹江村                    | 新蟹江村                       | 明治39年7月1日 蟹江町   | 明治39年7月1日 蟹江町                  | 蟹江町                      | 蟹江町                                | 蟹江町                               | 蟹江町                                      | 蟹江町          |
| 海東郡        | 鍋蓋新田       | 鍋蓋新田                                | 鍋蓋新田                                | 新蟹江村                    | 新蟹江村                       | 明治39年7月1日 蟹江町   | 明治39年7月1日 蟹江町                  | 蟹江町                      | 蟹江町                                | 蟹江町                               | 蟹江町                                      | 蟹江町          |
| 海東郡        | 沖ノ島村       | 沖ノ島村                                | 沖ノ島村                                | 沖ノ島村                    | 明治23年10月1日 宝村           | 明治39年7月1日 七宝村   | 明治39年7月1日 七宝村                  | 七宝村                      | 七宝村                                | 昭和41年4月1日 町制 七宝町           | 平成22年3月22日 あま市                      | あま市          |
| 海東郡        | 大切戸新田     | 明治11年12月20日 沖ノ島村に合併         | 沖ノ島村                                | 沖ノ島村                    | 明治23年10月1日 宝村           | 明治39年7月1日 七宝村   | 明治39年7月1日 七宝村                  | 七宝村                      | 七宝村                                | 昭和41年4月1日 町制 七宝町           | 平成22年3月22日 あま市                      | あま市          |
| 海東郡        | 大切戸新田     | 明治11年12月20日 遠島村に合併           | 遠島村                                  | 遠島村                      | 明治23年10月1日 宝村           | 明治39年7月1日 七宝村   | 明治39年7月1日 七宝村                  | 七宝村                      | 七宝村                                | 昭和41年4月1日 町制 七宝町           | 平成22年3月22日 あま市                      | あま市          |
| 海東郡        | 遠島村         | 遠島村                                  | 遠島村                                  | 遠島村                      | 明治23年10月1日 宝村           | 明治39年7月1日 七宝村   | 明治39年7月1日 七宝村                  | 七宝村                      | 七宝村                                | 昭和41年4月1日 町制 七宝町           | 平成22年3月22日 あま市                      | あま市          |
| 海東郡        | 安松村         | 安松村                                  | 安松村                                  | 安松村                      | 明治23年10月1日 宝村           | 明治39年7月1日 七宝村   | 明治39年7月1日 七宝村                  | 七宝村                      | 七宝村                                | 昭和41年4月1日 町制 七宝町           | 平成22年3月22日 あま市                      | あま市          |
| 海東郡        | 秋竹村         | 秋竹村                                  | 秋竹村                                  | 秋竹村                      | 明治23年10月1日 井和村         | 明治39年7月1日 七宝村   | 明治39年7月1日 七宝村                  | 七宝村                      | 七宝村                                | 昭和41年4月1日 町制 七宝町           | 平成22年3月22日 あま市                      | あま市          |
| 海東郡        | 桂村           | 桂村                                    | 桂村                                    | 桂村                        | 明治23年10月1日 井和村         | 明治39年7月1日 七宝村   | 明治39年7月1日 七宝村                  | 七宝村                      | 七宝村                                | 昭和41年4月1日 町制 七宝町           | 平成22年3月22日 あま市                      | あま市          |
| 海東郡        | 下田村         | 下田村                                  | 下田村                                  | 下田村                      | 明治23年10月1日 井和村         | 明治39年7月1日 七宝村   | 明治39年7月1日 七宝村                  | 七宝村                      | 七宝村                                | 昭和41年4月1日 町制 七宝町           | 平成22年3月22日 あま市                      | あま市          |
| 海東郡        | 川部村         | 川部村                                  | 川部村                                  | 川部村                      | 明治23年10月1日 井和村         | 明治39年7月1日 七宝村   | 明治39年7月1日 七宝村                  | 七宝村                      | 七宝村                                | 昭和41年4月1日 町制 七宝町           | 平成22年3月22日 あま市                      | あま市          |
| 海東郡        | 伊麦村         | 伊麦村                                  | 伊麦村                                  | 伊福村                      | 明治23年10月1日 伊福村         | 明治39年7月1日 七宝村   | 明治39年7月1日 七宝村                  | 七宝村                      | 七宝村                                | 昭和41年4月1日 町制 七宝町           | 平成22年3月22日 あま市                      | あま市          |
| 海東郡        | 小家村         | 明治6年 改称 鷹居村                     | 明治6年 改称 鷹居村                     | 鷹居村                      | 明治23年10月1日 伊福村         | 明治39年7月1日 七宝村   | 明治39年7月1日 七宝村                  | 七宝村                      | 七宝村                                | 昭和41年4月1日 町制 七宝町           | 平成22年3月22日 あま市                      | あま市          |
| 海東郡        | 徳実村         | 徳実村                                  | 徳実村                                  | 徳実村                      | 明治23年10月1日 伊福村         | 明治39年7月1日 七宝村   | 明治39年7月1日 七宝村                  | 七宝村                      | 七宝村                                | 昭和41年4月1日 町制 七宝町           | 平成22年3月22日 あま市                      | あま市          |
| 海東郡        | 鯰橋村         | 鯰橋村                                  | 鯰橋村                                  | 鯰橋村                      | 明治23年10月1日 伊福村         | 明治39年7月1日 七宝村   | 明治39年7月1日 七宝村                  | 七宝村                      | 七宝村                                | 昭和41年4月1日 町制 七宝町           | 平成22年3月22日 あま市                      | あま市          |
| 海東郡        | 下ノ森村       | 下ノ森村                                | 下ノ森村                                | 下ノ森村                    | 明治23年10月1日 伊福村         | 明治39年7月1日 七宝村   | 明治39年7月1日 七宝村                  | 七宝村                      | 七宝村                                | 昭和41年4月1日 町制 七宝町           | 平成22年3月22日 あま市                      | あま市          |
| 海東郡        | 二ツ寺村       | 二ツ寺村                                | 二ツ寺村                                | 正則村                      | 正則村                         | 明治39年7月1日 美和村   | 明治39年7月1日 美和村                  | 美和村                      | 美和村                                | 昭和33年1月1日 町制 美和町           | 平成22年3月22日 あま市                      | あま市          |
| 海東郡        | 花長村         | 花長村                                  | 花長村                                  | 正則村                      | 正則村                         | 明治39年7月1日 美和村   | 明治39年7月1日 美和村                  | 美和村                      | 美和村                                | 昭和33年1月1日 町制 美和町           | 平成22年3月22日 あま市                      | あま市          |
| 海東郡        | 木折村         | 木折村                                  | 木折村                                  | 正則村                      | 正則村                         | 明治39年7月1日 美和村   | 明治39年7月1日 美和村                  | 美和村                      | 美和村                                | 昭和33年1月1日 町制 美和町           | 平成22年3月22日 あま市                      | あま市          |
| 海東郡        | 東溝口村       | 東溝口村                                | 東溝口村                                | 正則村                      | 正則村                         | 明治39年7月1日 美和村   | 明治39年7月1日 美和村                  | 美和村                      | 美和村                                | 昭和33年1月1日 町制 美和町           | 平成22年3月22日 あま市                      | あま市          |
| 海東郡        | 花正村         | 花正村                                  | 花正村                                  | 正則村                      | 正則村                         | 明治39年7月1日 美和村   | 明治39年7月1日 美和村                  | 美和村                      | 美和村                                | 昭和33年1月1日 町制 美和町           | 平成22年3月22日 あま市                      | あま市          |
| 海東郡        | 富塚村         | 富塚村                                  | 富塚村                                  | 正則村                      | 正則村                         | 明治39年7月1日 美和村   | 明治39年7月1日 美和村                  | 美和村                      | 美和村                                | 昭和33年1月1日 町制 美和町           | 平成22年3月22日 あま市                      | あま市          |
| 海東郡        | 古道村         | 古道村                                  | 古道村                                  | 正則村                      | 正則村                         | 明治39年7月1日 美和村   | 明治39年7月1日 美和村                  | 美和村                      | 美和村                                | 昭和33年1月1日 町制 美和町           | 平成22年3月22日 あま市                      | あま市          |
| 海東郡        | 金岩村         | 金岩村                                  | 金岩村                                  | 金賀木村                    | 明治23年12月17日 改称 蜂須賀村 | 明治39年7月1日 美和村   | 明治39年7月1日 美和村                  | 美和村                      | 美和村                                | 昭和33年1月1日 町制 美和町           | 平成22年3月22日 あま市                      | あま市          |
| 海東郡        | 木田村         | 木田村                                  | 木田村                                  | 金賀木村                    | 明治23年12月17日 改称 蜂須賀村 | 明治39年7月1日 美和村   | 明治39年7月1日 美和村                  | 美和村                      | 美和村                                | 昭和33年1月1日 町制 美和町           | 平成22年3月22日 あま市                      | あま市          |
| 海東郡        | 中橋村         | 中橋村                                  | 中橋村                                  | 金賀木村                    | 明治23年12月17日 改称 蜂須賀村 | 明治39年7月1日 美和村   | 明治39年7月1日 美和村                  | 美和村                      | 美和村                                | 昭和33年1月1日 町制 美和町           | 平成22年3月22日 あま市                      | あま市          |
| 海東郡        | 森山村         | 森山村                                  | 森山村                                  | 金賀木村                    | 明治23年12月17日 改称 蜂須賀村 | 明治39年7月1日 美和村   | 明治39年7月1日 美和村                  | 美和村                      | 美和村                                | 昭和33年1月1日 町制 美和町           | 平成22年3月22日 あま市                      | あま市          |
| 海東郡        | 丹波村         | 丹波村                                  | 丹波村                                  | 金賀木村                    | 明治23年12月17日 改称 蜂須賀村 | 明治39年7月1日 美和村   | 明治39年7月1日 美和村                  | 美和村                      | 美和村                                | 昭和33年1月1日 町制 美和町           | 平成22年3月22日 あま市                      | あま市          |
| 海東郡        | 蜂須賀村       | 蜂須賀村                                | 蜂須賀村                                | 金賀木村                    | 明治23年12月17日 改称 蜂須賀村 | 明治39年7月1日 美和村   | 明治39年7月1日 美和村                  | 美和村                      | 美和村                                | 昭和33年1月1日 町制 美和町           | 平成22年3月22日 あま市                      | あま市          |
| 海東郡        | 篠田村         | 篠田村                                  | 篠田村                                  | 篠田村                      | 篠田村                         | 明治39年7月1日 美和村   | 明治39年7月1日 美和村                  | 美和村                      | 美和村                                | 昭和33年1月1日 町制 美和町           | 平成22年3月22日 あま市                      | あま市          |
| 海東郡        | 乙ノ子村       | 乙ノ子村                                | 乙ノ子村                                | 篠田村                      | 篠田村                         | 明治39年7月1日 美和村   | 明治39年7月1日 美和村                  | 美和村                      | 美和村                                | 昭和33年1月1日 町制 美和町           | 平成22年3月22日 あま市                      | あま市          |
| 海東郡        | 小橋方村       | 小橋方村                                | 小橋方村                                | 篠田村                      | 篠田村                         | 明治39年7月1日 美和村   | 明治39年7月1日 美和村                  | 美和村                      | 美和村                                | 昭和33年1月1日 町制 美和町           | 平成22年3月22日 あま市                      | あま市          |
| 海東郡        | 北苅村         | 北苅村                                  | 北苅村                                  | 篠田村                      | 篠田村                         | 明治39年7月1日 美和村   | 明治39年7月1日 美和村                  | 美和村                      | 美和村                                | 昭和33年1月1日 町制 美和町           | 平成22年3月22日 あま市                      | あま市          |
| 海東郡        | 甚目寺村       | 甚目寺村                                | 甚目寺村                                | 甚目寺村                    | 甚目寺村                       | 明治39年7月1日 甚目寺村 | 甚目寺村                               | 昭和7年8月1日 町制 甚目寺町 | 甚目寺町                              | 甚目寺町                             | 平成22年3月22日 あま市                      | あま市          |
| 海東郡        | 本郷村         | 本郷村                                  | 本郷村                                  | 甚目寺村                    | 甚目寺村                       | 明治39年7月1日 甚目寺村 | 甚目寺村                               | 昭和7年8月1日 町制 甚目寺町 | 甚目寺町                              | 甚目寺町                             | 平成22年3月22日 あま市                      | あま市          |
| 海東郡        | 坂牧村         | 坂牧村                                  | 坂牧村                                  | 甚目寺村                    | 甚目寺村                       | 明治39年7月1日 甚目寺村 | 甚目寺村                               | 昭和7年8月1日 町制 甚目寺町 | 甚目寺町                              | 甚目寺町                             | 平成22年3月22日 あま市                      | あま市          |
| 海東郡        | 下萱津村       | 下萱津村                                | 下萱津村                                | 萱津村                      | 萱津村                         | 明治39年7月1日 甚目寺村 | 甚目寺村                               | 昭和7年8月1日 町制 甚目寺町 | 甚目寺町                              | 甚目寺町                             | 平成22年3月22日 あま市                      | あま市          |
| 海東郡        | 中萱津村       | 中萱津村                                | 中萱津村                                | 萱津村                      | 萱津村                         | 明治39年7月1日 甚目寺村 | 甚目寺村                               | 昭和7年8月1日 町制 甚目寺町 | 甚目寺町                              | 甚目寺町                             | 平成22年3月22日 あま市                      | あま市          |
| 海東郡        | 上萱津村       | 上萱津村                                | 上萱津村                                | 萱津村                      | 萱津村                         | 明治39年7月1日 甚目寺村 | 甚目寺村                               | 昭和7年8月1日 町制 甚目寺町 | 甚目寺町                              | 甚目寺町                             | 平成22年3月22日 あま市                      | あま市          |
| 海東郡        | 新居屋村       | 新居屋村                                | 新居屋村                                | 新居屋村                    | 新居屋村                       | 明治39年7月1日 甚目寺村 | 甚目寺村                               | 昭和7年8月1日 町制 甚目寺町 | 甚目寺町                              | 甚目寺町                             | 平成22年3月22日 あま市                      | あま市          |
| 海東郡        | 森村           | 森村                                    | 森村                                    | 森村                        | 森村                           | 明治39年7月1日 甚目寺村 | 甚目寺村                               | 昭和7年8月1日 町制 甚目寺町 | 甚目寺町                              | 甚目寺町                             | 平成22年3月22日 あま市                      | あま市          |
| 海東郡        | 方領村         | 方領村                                  | 方領村                                  | 春富村                      | 春富村                         | 明治39年7月1日 甚目寺村 | 甚目寺村                               | 昭和7年8月1日 町制 甚目寺町 | 甚目寺町                              | 甚目寺町                             | 平成22年3月22日 あま市                      | あま市          |
| 海東郡        | 石作村         | 石作村                                  | 石作村                                  | 春富村                      | 春富村                         | 明治39年7月1日 甚目寺村 | 甚目寺村                               | 昭和7年8月1日 町制 甚目寺町 | 甚目寺町                              | 甚目寺町                             | 平成22年3月22日 あま市                      | あま市          |
| 海東郡        | 小路村         | 小路村                                  | 小路村                                  | 春富村                      | 春富村                         | 明治39年7月1日 甚目寺村 | 甚目寺村                               | 昭和7年8月1日 町制 甚目寺町 | 甚目寺町                              | 甚目寺町                             | 平成22年3月22日 あま市                      | あま市          |
| 海東郡        | 今宿村         | 明治14年 東今宿村                       | 明治14年 東今宿村                       | 東今宿村                    | 東今宿村                       | 明治39年7月1日 甚目寺村 | 甚目寺村                               | 昭和7年8月1日 町制 甚目寺町 | 甚目寺町                              | 甚目寺町                             | 平成22年3月22日 あま市                      | あま市          |
| 海東郡        | 今宿村         | 明治14年 西今宿村                       | 明治14年 西今宿村                       | 白鷹村                      | 白鷹村                         | 明治39年7月1日 甚目寺村 | 甚目寺村                               | 昭和7年8月1日 町制 甚目寺町 | 甚目寺町                              | 甚目寺町                             | 平成22年3月22日 あま市                      | あま市          |
| 海東郡        | 上条村         | 上条村                                  | 上条村                                  | 白鷹村                      | 白鷹村                         | 明治39年7月1日 甚目寺村 | 甚目寺村                               | 昭和7年8月1日 町制 甚目寺町 | 昭和18年1月1日 西春日井郡清洲町に編入 | 西春日井郡清洲町                     | 平成17年7月7日 清須市                       | 清須市          |
| 海東郡        | 土田村         | 土田村                                  | 土田村                                  | 白鷹村                      | 白鷹村                         | 明治39年7月1日 甚目寺村 | 甚目寺村                               | 昭和7年8月1日 町制 甚目寺町 | 昭和18年1月1日 西春日井郡清洲町に編入 | 西春日井郡清洲町                     | 平成17年7月7日 清須市                       | 清須市          |
| 海東郡        | 迫間村         | 迫間村                                  | 迫間村                                  | 白鷹村                      | 白鷹村                         | 明治39年7月1日 甚目寺村 | 明治43年10月1日 西春日井郡清洲町に編入 | 西春日井郡清洲町            | 西春日井郡清洲町                      | 西春日井郡清洲町                     | 平成17年7月7日 清須市                       | 清須市          |
| 海東郡        | 西条村         | 西条村                                  | 西条村                                  | 大治村                      | 大治村                         | 大治村                  | 大治村                                 | 大治村                      | 大治村                                | 昭和50年4月1日 町制 大治町           | 大治町                                      | 大治町          |
| 海東郡        | 花常村         | 花常村                                  | 花常村                                  | 大治村                      | 大治村                         | 大治村                  | 大治村                                 | 大治村                      | 大治村                                | 昭和50年4月1日 町制 大治町           | 大治町                                      | 大治町          |
| 海東郡        | 三本木村       | 三本木村                                | 三本木村                                | 大治村                      | 大治村                         | 大治村                  | 大治村                                 | 大治村                      | 大治村                                | 昭和50年4月1日 町制 大治町           | 大治町                                      | 大治町          |
| 海東郡        | 中島村         | 中島村                                  | 中島村                                  | 大治村                      | 大治村                         | 大治村                  | 大治村                                 | 大治村                      | 大治村                                | 昭和50年4月1日 町制 大治町           | 大治町                                      | 大治町          |
| 海東郡        | 馬島村         | 馬島村                                  | 馬島村                                  | 大治村                      | 大治村                         | 大治村                  | 大治村                                 | 大治村                      | 大治村                                | 昭和50年4月1日 町制 大治町           | 大治町                                      | 大治町          |
| 海東郡        | 堀之内村       | 堀之内村                                | 堀之内村                                | 大治村                      | 大治村                         | 大治村                  | 大治村                                 | 大治村                      | 大治村                                | 昭和50年4月1日 町制 大治町           | 大治町                                      | 大治町          |
| 海東郡        | 東条村         | 東条村                                  | 東条村                                  | 大治村                      | 大治村                         | 大治村                  | 大治村                                 | 大治村                      | 大治村                                | 昭和50年4月1日 町制 大治町           | 大治町                                      | 大治町          |
| 海東郡        | 北間島村       | 北間島村                                | 北間島村                                | 大治村                      | 大治村                         | 大治村                  | 大治村                                 | 大治村                      | 大治村                                | 昭和50年4月1日 町制 大治町           | 大治町                                      | 大治町          |
| 海東郡        | 長牧村         | 長牧村                                  | 長牧村                                  | 大治村                      | 大治村                         | 大治村                  | 大治村                                 | 大治村                      | 大治村                                | 昭和50年4月1日 町制 大治町           | 大治町                                      | 大治町          |
| 海東郡        | 砂子村         | 砂子村                                  | 砂子村                                  | 大治村                      | 大治村                         | 大治村                  | 大治村                                 | 大治村                      | 大治村                                | 昭和50年4月1日 町制 大治町           | 大治町                                      | 大治町          |
| 海東郡        | 鎌須賀村       | 鎌須賀村                                | 鎌須賀村                                | 大治村                      | 大治村                         | 大治村                  | 大治村                                 | 大治村                      | 大治村                                | 昭和50年4月1日 町制 大治町           | 大治町                                      | 大治町          |
| 海東郡        | 八ツ屋村       | 八ツ屋村                                | 八ツ屋村                                | 大治村                      | 大治村                         | 大治村                  | 大治村                                 | 大治村                      | 大治村                                | 昭和50年4月1日 町制 大治町           | 大治町                                      | 大治町          |
| 海東郡        | 佐屋村         | 佐屋村                                  | 佐屋村                                  | 佐衣木村                    | 佐衣木村                       | 明治39年7月1日 佐屋村   | 明治39年7月1日 佐屋村                  | 佐屋村                      | 佐屋村                                | 昭和30年4月1日 佐屋町                | 平成17年4月1日 愛西市                       | 愛西市          |
| 海東郡        | 内佐屋村       | 内佐屋村                                | 内佐屋村                                | 佐衣木村                    | 佐衣木村                       | 明治39年7月1日 佐屋村   | 明治39年7月1日 佐屋村                  | 佐屋村                      | 佐屋村                                | 昭和30年4月1日 佐屋町                | 平成17年4月1日 愛西市                       | 愛西市          |
| 海東郡        | 柚木村         | 柚木村                                  | 柚木村                                  | 佐衣木村                    | 佐衣木村                       | 明治39年7月1日 佐屋村   | 明治39年7月1日 佐屋村                  | 佐屋村                      | 佐屋村                                | 昭和30年4月1日 佐屋町                | 平成17年4月1日 愛西市                       | 愛西市          |
| 海東郡        | 依田村         | 明治17年 須依村                         | 明治17年 須依村                         | 佐衣木村                    | 佐衣木村                       | 明治39年7月1日 佐屋村   | 明治39年7月1日 佐屋村                  | 佐屋村                      | 佐屋村                                | 昭和30年4月1日 佐屋町                | 平成17年4月1日 愛西市                       | 愛西市          |
| 海東郡        | 須賀村         | 明治17年 須依村                         | 明治17年 須依村                         | 佐衣木村                    | 佐衣木村                       | 明治39年7月1日 佐屋村   | 明治39年7月1日 佐屋村                  | 佐屋村                      | 佐屋村                                | 昭和30年4月1日 佐屋町                | 平成17年4月1日 愛西市                       | 愛西市          |
| 海東郡        | 北一色村       | 北一色村                                | 北一色村                                | 佐衣木村                    | 佐衣木村                       | 明治39年7月1日 佐屋村   | 明治39年7月1日 佐屋村                  | 佐屋村                      | 佐屋村                                | 昭和30年4月1日 佐屋町                | 平成17年4月1日 愛西市                       | 愛西市          |
| 海東郡        | 日置村         | 日置村                                  | 日置村                                  | 八幡村                      | 八幡村                         | 明治39年7月1日 佐屋村   | 明治39年7月1日 佐屋村                  | 佐屋村                      | 佐屋村                                | 昭和30年4月1日 佐屋町                | 平成17年4月1日 愛西市                       | 愛西市          |
| 海東郡        | 稲葉村         | 稲葉村                                  | 稲葉村                                  | 八幡村                      | 八幡村                         | 明治39年7月1日 佐屋村   | 明治39年7月1日 佐屋村                  | 佐屋村                      | 佐屋村                                | 昭和30年4月1日 佐屋町                | 平成17年4月1日 愛西市                       | 愛西市          |
| 海東郡        | 落合村         | 落合村                                  | 落合村                                  | 八幡村                      | 八幡村                         | 明治39年7月1日 佐屋村   | 明治39年7月1日 佐屋村                  | 佐屋村                      | 佐屋村                                | 昭和30年4月1日 佐屋町                | 平成17年4月1日 愛西市                       | 愛西市          |
| 海東郡        | 甘村井村       | 甘村井村                                | 甘村井村                                | 八幡村                      | 八幡村                         | 明治39年7月1日 佐屋村   | 明治39年7月1日 佐屋村                  | 佐屋村                      | 佐屋村                                | 昭和30年4月1日 佐屋町                | 平成17年4月1日 愛西市                       | 愛西市          |
| 海東郡        | 犬井村         | 犬井村                                  | 犬井村                                  | 大井村                      | 大井村                         | 明治39年7月1日 永和村   | 明治39年7月1日 永和村                  | 永和村                      | 永和村                                | 昭和31年4月1日 佐屋町に編入          | 平成17年4月1日 愛西市                       | 愛西市          |
| 海東郡        | 鰯江新田       | 鰯江新田                                | 鰯江新田                                | 千秋村                      | 千秋村                         | 明治39年7月1日 永和村   | 明治39年7月1日 永和村                  | 永和村                      | 永和村                                | 昭和31年4月1日 佐屋町に編入          | 平成17年4月1日 愛西市                       | 愛西市          |
| 海東郡        | 大野新田       | 明治11年12月20日 改称 大野村            | 明治11年12月20日 改称 大野村            | 千秋村                      | 千秋村                         | 明治39年7月1日 永和村   | 明治39年7月1日 永和村                  | 永和村                      | 永和村                                | 昭和31年4月1日 佐屋町に編入          | 平成17年4月1日 愛西市                       | 愛西市          |
| 海東郡        | 善太新田       | 善太新田                                | 一部                                    | 千秋村                      | 千秋村                         | 明治39年7月1日 永和村   | 明治39年7月1日 永和村                  | 永和村                      | 永和村                                | 昭和31年4月1日 佐屋町に編入          | 平成17年4月1日 愛西市                       | 愛西市          |
| 海東郡        | 善太新田       | 善太新田                                | 一部                                    | 千秋村                      | 千秋村                         | 明治39年7月1日 永和村   | 明治39年7月1日 永和村                  | 永和村                      | 永和村                                | 昭和31年4月1日 十四山村に編入        | 平成18年4月1日 弥富町に編入 即日市制 弥富市 | 弥富市          |
| 海東郡        | 善太新田       | 善太新田                                | 一部                                    | 千秋村                      | 千秋村                         | 明治39年7月1日 永和村   | 明治39年7月1日 永和村                  | 永和村                      | 永和村                                | 昭和31年4月1日 蟹江町に編入          | 蟹江町                                      | 蟹江町          |
| 海東郡        | 頭長村         | 頭長村                                  | 頭長村                                  | 神島田村                    | 神島田村                       | 明治39年7月1日 永和村   | 明治39年7月1日 永和村                  | 永和村                      | 永和村                                | 昭和31年4月1日 津島市に編入          | 津島市                                      | 津島市          |
| 海東郡        | 鹿伏兎村       | 鹿伏兎村                                | 鹿伏兎村                                | 神島田村                    | 神島田村                       | 明治39年7月1日 永和村   | 明治39年7月1日 永和村                  | 永和村                      | 永和村                                | 昭和31年4月1日 津島市に編入          | 津島市                                      | 津島市          |
| 海東郡        | 半右衛門新田   | 半右衛門新田                            | 半右衛門新田                            | 神島田村                    | 神島田村                       | 明治39年7月1日 永和村   | 明治39年7月1日 永和村                  | 永和村                      | 永和村                                | 昭和31年4月1日 津島市に編入          | 津島市                                      | 津島市          |
| 海東郡        | 唐臼村         | 唐臼村                                  | 唐臼村                                  | 神島田村                    | 神島田村                       | 明治39年7月1日 永和村   | 明治39年7月1日 永和村                  | 永和村                      | 永和村                                | 昭和31年4月1日 津島市に編入          | 津島市                                      | 津島市          |
| 海東郡        | 中一色村       | 中一色村                                | 中一色村                                | 中一色村                    | 中一色村                       | 明治39年7月1日 永和村   | 明治39年7月1日 永和村                  | 永和村                      | 永和村                                | 昭和31年4月1日 津島市に編入          | 津島市                                      | 津島市          |
| 海東郡        | 落合新田       | 明治11年12月20日 中一色村に合併         | 中一色村                                | 中一色村                    | 中一色村                       | 明治39年7月1日 永和村   | 明治39年7月1日 永和村                  | 永和村                      | 永和村                                | 昭和31年4月1日 津島市に編入          | 津島市                                      | 津島市          |
| 海東郡        | 落合新田       | 明治11年12月20日 宇治村に合併           | 明治11年12月20日 宇治村に合併           | 越治村                      | 越治村                         | 明治39年7月1日 神守村   | 明治39年7月1日 神守村                  | 神守村                      | 神守村                                | 昭和30年1月1日 津島市に編入          | 津島市                                      | 津島市          |
| 海東郡        | 落合新田       | 明治11年12月20日 下切村に合併           | 下切村                                  | 越治村                      | 越治村                         | 明治39年7月1日 神守村   | 明治39年7月1日 神守村                  | 神守村                      | 神守村                                | 昭和30年1月1日 津島市に編入          | 津島市                                      | 津島市          |
| 海東郡        | 下切村         | 下切村                                  | 下切村                                  | 越治村                      | 越治村                         | 明治39年7月1日 神守村   | 明治39年7月1日 神守村                  | 神守村                      | 神守村                                | 昭和30年1月1日 津島市に編入          | 津島市                                      | 津島市          |
| 海東郡        | 椿市村         | 椿市村                                  | 椿市村                                  | 越治村                      | 越治村                         | 明治39年7月1日 神守村   | 明治39年7月1日 神守村                  | 神守村                      | 神守村                                | 昭和30年1月1日 津島市に編入          | 津島市                                      | 津島市          |
| 海東郡        | 越津村         | 越津村                                  | 越津村                                  | 越治村                      | 越治村                         | 明治39年7月1日 神守村   | 明治39年7月1日 神守村                  | 神守村                      | 神守村                                | 昭和30年1月1日 津島市に編入          | 津島市                                      | 津島市          |
| 海東郡        | 百島村         | 百島村                                  | 百島村                                  | 越治村                      | 越治村                         | 明治39年7月1日 神守村   | 明治39年7月1日 神守村                  | 神守村                      | 神守村                                | 昭和30年1月1日 津島市に編入          | 津島市                                      | 津島市          |
| 海東郡        | 牛田村         | 牛田村                                  | 牛田村                                  | 越治村                      | 越治村                         | 明治39年7月1日 神守村   | 明治39年7月1日 神守村                  | 神守村                      | 神守村                                | 昭和30年1月1日 津島市に編入          | 津島市                                      | 津島市          |
| 海東郡        | 宇治村         | 宇治村                                  | 宇治村                                  | 越治村                      | 越治村                         | 明治39年7月1日 神守村   | 明治39年7月1日 神守村                  | 神守村                      | 神守村                                | 昭和30年1月1日 津島市に編入          | 津島市                                      | 津島市          |
| 海東郡        | 鬼頭新田       | 明治11年12月20日 宇治村に合併           | 宇治村                                  | 越治村                      | 越治村                         | 明治39年7月1日 神守村   | 明治39年7月1日 神守村                  | 神守村                      | 神守村                                | 昭和30年1月1日 津島市に編入          | 津島市                                      | 津島市          |
| 海東郡        | 鬼頭新田       | 明治11年12月20日 下切村に合併           |                                         | 越治村                      | 越治村                         | 明治39年7月1日 神守村   | 明治39年7月1日 神守村                  | 神守村                      | 神守村                                | 昭和30年1月1日 津島市に編入          | 津島市                                      | 津島市          |
| 海東郡        | 鬼頭新田       | 明治11年12月20日 中一色村に合併         | 明治11年12月20日 中一色村に合併         | 中一色村                    | 中一色村                       | 明治39年7月1日 永和村   | 明治39年7月1日 永和村                  | 永和村                      | 永和村                                | 昭和31年4月1日 津島市に編入          | 津島市                                      | 津島市          |
| 海東郡        | 南神守村       | 明治11年12月20日 神守村                 | 明治11年12月20日 神守村                 | 神守村                      | 神守村                         | 明治39年7月1日 神守村   | 明治39年7月1日 神守村                  | 神守村                      | 神守村                                | 昭和30年1月1日 津島市に編入          | 津島市                                      | 津島市          |
| 海東郡        | 北神守村       | 明治11年12月20日 神守村                 | 明治11年12月20日 神守村                 | 神守村                      | 神守村                         | 明治39年7月1日 神守村   | 明治39年7月1日 神守村                  | 神守村                      | 神守村                                | 昭和30年1月1日 津島市に編入          | 津島市                                      | 津島市          |
| 海東郡        | 百町村         | 百町村                                  | 百町村                                  | 百高村                      | 百高村                         | 明治39年7月1日 神守村   | 明治39年7月1日 神守村                  | 神守村                      | 神守村                                | 昭和30年1月1日 津島市に編入          | 津島市                                      | 津島市          |
| 海東郡        | 高台寺村       | 高台寺村                                | 高台寺村                                | 百高村                      | 百高村                         | 明治39年7月1日 神守村   | 明治39年7月1日 神守村                  | 神守村                      | 神守村                                | 昭和30年1月1日 津島市に編入          | 津島市                                      | 津島市          |
| 海東郡        | 白浜村         | 白浜村                                  | 白浜村                                  | 百高村                      | 百高村                         | 明治39年7月1日 神守村   | 明治39年7月1日 神守村                  | 神守村                      | 神守村                                | 昭和30年1月1日 津島市に編入          | 津島市                                      | 津島市          |
| 海東郡        | 神尾村         | 神尾村                                  | 神尾村                                  | 益和村                      | 益和村                         | 明治39年7月1日 神守村   | 明治39年7月1日 神守村                  | 神守村                      | 神守村                                | 昭和30年1月1日 津島市に編入          | 津島市                                      | 津島市          |
| 海東郡        | 大坪村         | 大坪村                                  | 大坪村                                  | 益和村                      | 益和村                         | 明治39年7月1日 神守村   | 明治39年7月1日 神守村                  | 神守村                      | 神守村                                | 昭和30年1月1日 津島市に編入          | 津島市                                      | 津島市          |
| 海東郡        | 莪原村         | 莪原村                                  | 莪原村                                  | 益和村                      | 益和村                         | 明治39年7月1日 神守村   | 明治39年7月1日 神守村                  | 神守村                      | 神守村                                | 昭和30年1月1日 津島市に編入          | 津島市                                      | 津島市          |
| 海東郡        | 金柳村         | 金柳村                                  | 金柳村                                  | 益和村                      | 益和村                         | 明治39年7月1日 神守村   | 明治39年7月1日 神守村                  | 神守村                      | 神守村                                | 昭和30年1月1日 津島市に編入          | 津島市                                      | 津島市          |
| 海東郡        | 光正寺村       | 光正寺村                                | 光正寺村                                | 野間村                      | 野間村                         | 明治39年7月1日 神守村   | 明治39年7月1日 神守村                  | 神守村                      | 神守村                                | 昭和30年1月1日 津島市に編入          | 津島市                                      | 津島市          |
| 海東郡        | 大木村         | 大木村                                  | 大木村                                  | 野間村                      | 野間村                         | 明治39年7月1日 神守村   | 明治39年7月1日 神守村                  | 神守村                      | 神守村                                | 昭和30年1月1日 津島市に編入          | 津島市                                      | 津島市          |
| 海東郡        | 蛭間村         | 蛭間村                                  | 蛭間村                                  | 野間村                      | 野間村                         | 明治39年7月1日 神守村   | 明治39年7月1日 神守村                  | 神守村                      | 神守村                                | 昭和30年1月1日 津島市に編入          | 津島市                                      | 津島市          |
| 海東郡        | 寺野村         | 寺野村                                  | 寺野村                                  | 野間村                      | 野間村                         | 明治39年7月1日 神守村   | 明治39年7月1日 神守村                  | 神守村                      | 神守村                                | 昭和30年1月1日 津島市に編入          | 津島市                                      | 津島市          |
| 海東郡        | 牧野村         | 牧野村                                  | 牧野村                                  | 野間村                      | 野間村                         | 明治39年7月1日 神守村   | 明治39年7月1日 神守村                  | 神守村                      | 神守村                                | 昭和30年1月1日 津島市に編入          | 津島市                                      | 津島市          |
| 海東郡        | 葉刈村         | 葉刈村                                  | 葉刈村                                  | 野間村                      | 野間村                         | 明治39年7月1日 神守村   | 明治39年7月1日 神守村                  | 神守村                      | 神守村                                | 昭和30年1月1日 津島市に編入          | 津島市                                      | 津島市          |
| 海東郡        | 青塚村         | 青塚村                                  | 青塚村                                  | 野間村                      | 野間村                         | 明治39年7月1日 神守村   | 明治39年7月1日 神守村                  | 神守村                      | 神守村                                | 昭和30年1月1日 津島市に編入          | 津島市                                      | 津島市          |
| 海東郡        | 又吉新田       | 明治11年12月20日 津島村に合併           | 津島村                                  | 津島町                      | 津島町                         | 津島町                  | 津島町                                 | 津島町                      | 昭和22年3月1日 市制 津島市            | 津島市                               | 津島市                                      | 津島市          |
| 海東郡        | 杁先新田       | 明治11年12月20日 津島村に合併           | 津島村                                  | 津島町                      | 津島町                         | 津島町                  | 津島町                                 | 津島町                      | 昭和22年3月1日 市制 津島市            | 津島市                               | 津島市                                      | 津島市          |
| 海東郡        | 津島村         | 津島村                                  | 津島村                                  | 津島町                      | 津島町                         | 津島町                  | 津島町                                 | 津島町                      | 昭和22年3月1日 市制 津島市            | 津島市                               | 津島市                                      | 津島市          |
| 海東郡        | 津島村         | 明治9年 向島村                          |                                         | 津島町                      | 津島町                         | 津島町                  | 津島町                                 | 津島町                      | 昭和22年3月1日 市制 津島市            | 津島市                               | 津島市                                      | 津島市          |
| 海東郡        | 中地村         | 中地村                                  | 中地村                                  | 津島町                      | 津島町                         | 津島町                  | 津島町                                 | 津島町                      | 昭和22年3月1日 市制 津島市            | 津島市                               | 津島市                                      | 津島市          |
| 海東郡        | 日光新田       | 明治11年12月20日 宇治村に合併           | 明治11年12月20日 宇治村に合併           | 津島町                      | 津島町                         | 津島町                  | 津島町                                 | 津島町                      | 昭和22年3月1日 市制 津島市            | 津島市                               | 津島市                                      | 津島市          |
| 海東郡        | 日光新田       | 明治11年12月20日 中一色村に合併         |                                         | 津島町                      | 津島町                         | 津島町                  | 津島町                                 | 津島町                      | 昭和22年3月1日 市制 津島市            | 津島市                               | 津島市                                      | 津島市          |
| 海東郡        | 日光新田       | 明治11年12月20日 下切村に合併           |                                         | 津島町                      | 津島町                         | 津島町                  | 津島町                                 | 津島町                      | 昭和22年3月1日 市制 津島市            | 津島市                               | 津島市                                      | 津島市          |
| 海東郡        | 日光新田       | 明治11年12月20日 諸桑村に合併           | 諸桑村                                  | 津島町                      | 津島町                         | 津島町                  | 津島町                                 | 津島町                      | 昭和22年3月1日 市制 津島市            | 津島市                               | 津島市                                      | 津島市          |
| 海東郡        | 諸桑村         | 諸桑村                                  | 諸桑村                                  | 諸古村                      | 諸古村                         | 明治39年7月1日 佐織村   | 大正14年4月1日 津島町に編入            | 津島町                      | 昭和22年3月1日 市制 津島市            | 津島市                               | 津島市                                      | 津島市          |
| 海東郡        | 古川村         | 古川村                                  | 古川村                                  | 諸古村                      | 諸古村                         | 明治39年7月1日 佐織村   | 佐織村                                 | 昭和14年11月3日 町制 佐織町 | 昭和14年11月3日 町制 佐織町           | 佐織町                               | 平成17年4月1日 愛西市                       | 愛西市          |
| 海東郡        | 勝幡村         | 勝幡村                                  | 勝幡村                                  | 勝幡村                      | 勝幡村                         | 明治39年7月1日 佐織村   | 佐織村                                 | 昭和14年11月3日 町制 佐織町 | 昭和14年11月3日 町制 佐織町           | 佐織町                               | 平成17年4月1日 愛西市                       | 愛西市          |
| 海東郡        | 古瀬村         | 古瀬村                                  | 古瀬村                                  | 勝幡村                      | 勝幡村                         | 明治39年7月1日 佐織村   | 佐織村                                 | 昭和14年11月3日 町制 佐織町 | 昭和14年11月3日 町制 佐織町           | 佐織町                               | 平成17年4月1日 愛西市                       | 愛西市          |
| 海東郡        | 千引村         | 千引村                                  | 千引村                                  | 勝幡村                      | 勝幡村                         | 明治39年7月1日 佐織村   | 佐織村                                 | 昭和14年11月3日 町制 佐織町 | 昭和14年11月3日 町制 佐織町           | 佐織町                               | 平成17年4月1日 愛西市                       | 愛西市          |
| 海東郡        | 佐折村         | 佐折村                                  | 佐折村                                  | 勝幡村                      | 勝幡村                         | 明治39年7月1日 佐織村   | 佐織村                                 | 昭和14年11月3日 町制 佐織町 | 昭和14年11月3日 町制 佐織町           | 佐織町                               | 平成17年4月1日 愛西市                       | 愛西市          |
| 海東郡        | 根高村         | 根高村                                  | 根高村                                  | 藤浪村                      | 藤浪村                         | 明治39年7月1日 佐織村   | 佐織村                                 | 昭和14年11月3日 町制 佐織町 | 昭和14年11月3日 町制 佐織町           | 佐織町                               | 平成17年4月1日 愛西市                       | 愛西市          |
| 海東郡        | 北河田村       | 北河田村                                | 北河田村                                | 藤浪村                      | 藤浪村                         | 明治39年7月1日 佐織村   | 佐織村                                 | 昭和14年11月3日 町制 佐織町 | 昭和14年11月3日 町制 佐織町           | 佐織町                               | 平成17年4月1日 愛西市                       | 愛西市          |
| 海東郡        | 南河田村       | 南河田村                                | 南河田村                                | 藤浪村                      | 藤浪村                         | 明治39年7月1日 佐織村   | 佐織村                                 | 昭和14年11月3日 町制 佐織町 | 昭和14年11月3日 町制 佐織町           | 佐織町                               | 平成17年4月1日 愛西市                       | 愛西市          |
| 海東郡        | 小津村         | 小津村                                  | 小津村                                  | 藤浪村                      | 藤浪村                         | 明治39年7月1日 佐織村   | 佐織村                                 | 昭和14年11月3日 町制 佐織町 | 昭和14年11月3日 町制 佐織町           | 佐織町                               | 平成17年4月1日 愛西市                       | 愛西市          |
| 海東郡        | 諏訪村         | 諏訪村                                  | 諏訪村                                  | 藤浪村                      | 藤浪村                         | 明治39年7月1日 佐織村   | 佐織村                                 | 昭和14年11月3日 町制 佐織町 | 昭和14年11月3日 町制 佐織町           | 佐織町                               | 平成17年4月1日 愛西市                       | 愛西市          |
| 海東郡        | 見越村         | 見越村                                  | 見越村                                  | 藤浪村                      | 藤浪村                         | 明治39年7月1日 佐織村   | 佐織村                                 | 昭和14年11月3日 町制 佐織町 | 昭和14年11月3日 町制 佐織町           | 佐織町                               | 平成17年4月1日 愛西市                       | 愛西市          |
| 海東郡        | 西川端日光新田 | 西川端新田                              | 西川端新田                              | 川淵村                      | 川淵村                         | 明治39年7月1日 佐織村   | 佐織村                                 | 昭和14年11月3日 町制 佐織町 | 昭和14年11月3日 町制 佐織町           | 佐織町                               | 平成17年4月1日 愛西市                       | 愛西市          |
| 海東郡        | 淵高新田       | 淵高新田                                | 淵高新田                                | 川淵村                      | 川淵村                         | 明治39年7月1日 佐織村   | 佐織村                                 | 昭和14年11月3日 町制 佐織町 | 昭和14年11月3日 町制 佐織町           | 佐織町                               | 平成17年4月1日 愛西市                       | 愛西市          |
| 海東郡        | 大野山新田     | 大野山新田                              | 大野山新田                              | 川淵村                      | 川淵村                         | 明治39年7月1日 佐織村   | 佐織村                                 | 昭和14年11月3日 町制 佐織町 | 昭和14年11月3日 町制 佐織町           | 佐織町                               | 平成17年4月1日 愛西市                       | 愛西市          |
| 海東郡        | 鷹場新田       | 鷹場新田                                | 鷹場新田                                | 草場村                      | 草場村                         | 明治39年7月1日 佐織村   | 佐織村                                 | 昭和14年11月3日 町制 佐織町 | 昭和14年11月3日 町制 佐織町           | 佐織町                               | 平成17年4月1日 愛西市                       | 愛西市          |
| 海東郡        | 町方新田       | 町方新田                                | 町方新田                                | 草場村                      | 草場村                         | 明治39年7月1日 佐織村   | 佐織村                                 | 昭和14年11月3日 町制 佐織町 | 昭和14年11月3日 町制 佐織町           | 佐織町                               | 平成17年4月1日 愛西市                       | 愛西市          |
| 海東郡        | 津島草平新田   | 明治11年12月20日 改称 草平新田          | 草平新田                                | 草場村                      | 草場村                         | 明治39年7月1日 佐織村   | 佐織村                                 | 昭和14年11月3日 町制 佐織町 | 昭和14年11月3日 町制 佐織町           | 佐織町                               | 平成17年4月1日 愛西市                       | 愛西市          |
| 海西郡        | 草平新田       | 明治11年12月20日 海東郡草平新田に合併   | 草平新田                                | 草場村                      | 草場村                         | 明治39年7月1日 佐織村   | 佐織村                                 | 昭和14年11月3日 町制 佐織町 | 昭和14年11月3日 町制 佐織町           | 佐織町                               | 平成17年4月1日 愛西市                       | 愛西市          |
| 海西郡        | 藤ヶ瀬村       | 藤ヶ瀬村                                | 藤ヶ瀬村                                | 八輪村                      | 八輪村                         | 明治39年7月1日 八開村   | 明治39年7月1日 八開村                  | 八開村                      | 八開村                                | 八開村                               | 平成17年4月1日 愛西市                       | 愛西市          |
| 海西郡        | 江西村         | 江西村                                  | 江西村                                  | 八輪村                      | 八輪村                         | 明治39年7月1日 八開村   | 明治39年7月1日 八開村                  | 八開村                      | 八開村                                | 八開村                               | 平成17年4月1日 愛西市                       | 愛西市          |
| 海西郡        | 給父村         | 給父村                                  | 給父村                                  | 八輪村                      | 八輪村                         | 明治39年7月1日 八開村   | 明治39年7月1日 八開村                  | 八開村                      | 八開村                                | 八開村                               | 平成17年4月1日 愛西市                       | 愛西市          |
| 海西郡        | 高畑村         | 高畑村                                  | 高畑村                                  | 八輪村                      | 八輪村                         | 明治39年7月1日 八開村   | 明治39年7月1日 八開村                  | 八開村                      | 八開村                                | 八開村                               | 平成17年4月1日 愛西市                       | 愛西市          |
| 海西郡        | 立石村         | 立石村                                  | 立石村                                  | 八輪村                      | 八輪村                         | 明治39年7月1日 八開村   | 明治39年7月1日 八開村                  | 八開村                      | 八開村                                | 八開村                               | 平成17年4月1日 愛西市                       | 愛西市          |
| 海西郡        | 元赤目村       | 元赤目村                                | 元赤目村                                | 八輪村                      | 八輪村                         | 明治39年7月1日 八開村   | 明治39年7月1日 八開村                  | 八開村                      | 八開村                                | 八開村                               | 平成17年4月1日 愛西市                       | 愛西市          |
| 海西郡        | 赤目村         | 赤目村                                  | 赤目村                                  | 八輪村                      | 八輪村                         | 明治39年7月1日 八開村   | 明治39年7月1日 八開村                  | 八開村                      | 八開村                                | 八開村                               | 平成17年4月1日 愛西市                       | 愛西市          |
| 海西郡        | 下大牧村       | 下大牧村                                | 下大牧村                                | 八輪村                      | 八輪村                         | 明治39年7月1日 八開村   | 明治39年7月1日 八開村                  | 八開村                      | 八開村                                | 八開村                               | 平成17年4月1日 愛西市                       | 愛西市          |
| 海西郡        | 東川村         | 明治11年12月20日 開治村                 | 明治11年12月20日 開治村                 | 開治村                      | 開治村                         | 明治39年7月1日 八開村   | 明治39年7月1日 八開村                  | 八開村                      | 八開村                                | 八開村                               | 平成17年4月1日 愛西市                       | 愛西市          |
| 海西郡        | 鵜多須村       | 明治11年12月20日 開治村                 | 明治11年12月20日 開治村                 | 開治村                      | 開治村                         | 明治39年7月1日 八開村   | 明治39年7月1日 八開村                  | 八開村                      | 八開村                                | 八開村                               | 平成17年4月1日 愛西市                       | 愛西市          |
| 海西郡        | 二子村         | 二子村                                  | 二子村                                  | 開治村                      | 開治村                         | 明治39年7月1日 八開村   | 明治39年7月1日 八開村                  | 八開村                      | 八開村                                | 八開村                               | 平成17年4月1日 愛西市                       | 愛西市          |
| 海西郡        | 古赤目村       | 明治11年12月20日 二子村に合併           | 二子村                                  | 開治村                      | 開治村                         | 明治39年7月1日 八開村   | 明治39年7月1日 八開村                  | 八開村                      | 八開村                                | 八開村                               | 平成17年4月1日 愛西市                       | 愛西市          |
| 海西郡        | 川北村         | 川北村                                  | 川北村                                  | 開治村                      | 開治村                         | 明治39年7月1日 八開村   | 明治39年7月1日 八開村                  | 八開村                      | 八開村                                | 八開村                               | 平成17年4月1日 愛西市                       | 愛西市          |
| 海西郡        | 塩田村         | 塩田村                                  | 塩田村                                  | 六ツ和村                    | 六ツ和村                       | 明治39年7月1日 八開村   | 明治39年7月1日 八開村                  | 八開村                      | 八開村                                | 八開村                               | 平成17年4月1日 愛西市                       | 愛西市          |
| 海西郡        | 二老村         | 二老村                                  | 二老村                                  | 六ツ和村                    | 六ツ和村                       | 明治39年7月1日 立田村   | 明治39年7月1日 立田村                  | 立田村                      | 立田村                                | 立田村                               | 平成17年4月1日 愛西市                       | 愛西市          |
| 海西郡        | 葛木村         | 葛木村                                  | 葛木村                                  | 六ツ和村                    | 六ツ和村                       | 明治39年7月1日 立田村   | 明治39年7月1日 立田村                  | 立田村                      | 立田村                                | 立田村                               | 平成17年4月1日 愛西市                       | 愛西市          |
| 海西郡        | 戸倉村         | 戸倉村                                  | 戸倉村                                  | 六ツ和村                    | 六ツ和村                       | 明治39年7月1日 立田村   | 明治39年7月1日 立田村                  | 立田村                      | 立田村                                | 立田村                               | 平成17年4月1日 愛西市                       | 愛西市          |
| 海西郡        | 又右衛門新田   | 明治11年12月20日 立田村                 | 明治11年12月20日 立田村                 | 立和村                      | 立和村                         | 明治39年7月1日 立田村   | 明治39年7月1日 立田村                  | 立田村                      | 立田村                                | 立田村                               | 平成17年4月1日 愛西市                       | 愛西市          |
| 海西郡        | 船頭平村       | 明治11年12月20日 立田村                 | 明治11年12月20日 立田村                 | 立和村                      | 立和村                         | 明治39年7月1日 立田村   | 明治39年7月1日 立田村                  | 立田村                      | 立田村                                | 立田村                               | 平成17年4月1日 愛西市                       | 愛西市          |
| 海西郡        | 松田村         | 明治11年12月20日 立田村                 | 明治11年12月20日 立田村                 | 立和村                      | 立和村                         | 明治39年7月1日 立田村   | 明治39年7月1日 立田村                  | 立田村                      | 立田村                                | 立田村                               | 平成17年4月1日 愛西市                       | 愛西市          |
| 海西郡        | 富安村         | 明治11年12月20日 立田村                 | 明治11年12月20日 立田村                 | 立和村                      | 立和村                         | 明治39年7月1日 立田村   | 明治39年7月1日 立田村                  | 立田村                      | 立田村                                | 立田村                               | 平成17年4月1日 愛西市                       | 愛西市          |
| 海西郡        | 鯉ヶ平村       | 明治11年12月20日 立田村                 | 明治11年12月20日 立田村                 | 立和村                      | 立和村                         | 明治39年7月1日 立田村   | 明治39年7月1日 立田村                  | 立田村                      | 立田村                                | 立田村                               | 平成17年4月1日 愛西市                       | 愛西市          |
| 海西郡        | 小家村         | 明治11年12月20日 立田村                 | 明治11年12月20日 立田村                 | 立和村                      | 立和村                         | 明治39年7月1日 立田村   | 明治39年7月1日 立田村                  | 立田村                      | 立田村                                | 立田村                               | 平成17年4月1日 愛西市                       | 愛西市          |
| 海西郡        | 下立田村       | 明治11年12月20日 立田村                 | 明治11年12月20日 立田村                 | 立和村                      | 立和村                         | 明治39年7月1日 立田村   | 明治39年7月1日 立田村                  | 立田村                      | 立田村                                | 立田村                               | 平成17年4月1日 愛西市                       | 愛西市          |
| 海西郡        | 上立田村       | 明治11年12月20日 立田村                 | 明治11年12月20日 立田村                 | 立和村                      | 立和村                         | 明治39年7月1日 立田村   | 明治39年7月1日 立田村                  | 立田村                      | 立田村                                | 立田村                               | 平成17年4月1日 愛西市                       | 愛西市          |
| 海西郡        | 和田村         | 明治11年12月20日 立田村                 | 明治11年12月20日 立田村                 | 立和村                      | 立和村                         | 明治39年7月1日 立田村   | 明治39年7月1日 立田村                  | 立田村                      | 立田村                                | 立田村                               | 平成17年4月1日 愛西市                       | 愛西市          |
| 海西郡        | 田尻村         | 明治11年12月20日 三ツ和村               | 明治11年12月20日 三ツ和村               | 立和村                      | 立和村                         | 明治39年7月1日 立田村   | 明治39年7月1日 立田村                  | 立田村                      | 立田村                                | 立田村                               | 平成17年4月1日 愛西市                       | 愛西市          |
| 海西郡        | 北条村         | 明治11年12月20日 三ツ和村               | 明治11年12月20日 三ツ和村               | 立和村                      | 立和村                         | 明治39年7月1日 立田村   | 明治39年7月1日 立田村                  | 立田村                      | 立田村                                | 立田村                               | 平成17年4月1日 愛西市                       | 愛西市          |
| 海西郡        | 外大成村       | 明治11年12月20日 三ツ和村               | 明治11年12月20日 三ツ和村               | 立和村                      | 立和村                         | 明治39年7月1日 立田村   | 明治39年7月1日 立田村                  | 立田村                      | 立田村                                | 立田村                               | 平成17年4月1日 愛西市                       | 愛西市          |
| 海西郡        | 内大成村       | 明治11年12月20日 三ツ和村               | 明治11年12月20日 三ツ和村               | 立和村                      | 立和村                         | 明治39年7月1日 立田村   | 明治39年7月1日 立田村                  | 立田村                      | 立田村                                | 立田村                               | 平成17年4月1日 愛西市                       | 愛西市          |
| 海西郡        | 福原新田       | 明治13年5月10日 所属変更 福原新田       | 明治13年5月10日 所属変更 福原新田       | 立和村                      | 立和村                         | 明治39年7月1日 立田村   | 明治39年7月1日 立田村                  | 立田村                      | 立田村                                | 立田村                               | 平成17年4月1日 愛西市                       | 愛西市          |
| 三重県 桑名郡 | 福原新田       | 明治13年5月10日 所属変更 福原新田       | 明治13年5月10日 所属変更 福原新田       | 立和村                      | 立和村                         | 明治39年7月1日 立田村   | 明治39年7月1日 立田村                  | 立田村                      | 立田村                                | 立田村                               | 平成17年4月1日 愛西市                       | 愛西市          |
| 海西郡        | 下一色村       | 下一色村                                | 下一色村                                | 五会村                      | 五会村                         | 明治39年7月1日 立田村   | 明治39年7月1日 立田村                  | 立田村                      | 立田村                                | 立田村                               | 平成17年4月1日 愛西市                       | 愛西市          |
| 海西郡        | 新右衛門新田   | 新右衛門新田                            | 新右衛門新田                            | 五会村                      | 五会村                         | 明治39年7月1日 立田村   | 明治39年7月1日 立田村                  | 立田村                      | 立田村                                | 立田村                               | 平成17年4月1日 愛西市                       | 愛西市          |
| 海西郡        | 宮地村         | 宮地村                                  | 宮地村                                  | 五会村                      | 五会村                         | 明治39年7月1日 立田村   | 明治39年7月1日 立田村                  | 立田村                      | 立田村                                | 立田村                               | 平成17年4月1日 愛西市                       | 愛西市          |
| 海西郡        | 石田村         | 石田村                                  | 石田村                                  | 五会村                      | 五会村                         | 明治39年7月1日 立田村   | 明治39年7月1日 立田村                  | 立田村                      | 立田村                                | 立田村                               | 平成17年4月1日 愛西市                       | 愛西市          |
| 海西郡        | 脇野新田       | 明治11年12月20日 四会村                 | 明治11年12月20日 四会村                 | 五会村                      | 五会村                         | 明治39年7月1日 立田村   | 明治39年7月1日 立田村                  | 立田村                      | 立田村                                | 立田村                               | 平成17年4月1日 愛西市                       | 愛西市          |
| 海西郡        | 西一色村       | 明治11年12月20日 四会村                 | 明治11年12月20日 四会村                 | 五会村                      | 五会村                         | 明治39年7月1日 立田村   | 明治39年7月1日 立田村                  | 立田村                      | 立田村                                | 立田村                               | 平成17年4月1日 愛西市                       | 愛西市          |
| 海西郡        | 笹塚村         | 明治11年12月20日 四会村                 | 明治11年12月20日 四会村                 | 五会村                      | 五会村                         | 明治39年7月1日 立田村   | 明治39年7月1日 立田村                  | 立田村                      | 立田村                                | 立田村                               | 平成17年4月1日 愛西市                       | 愛西市          |
| 海西郡        | 高田村         | 明治11年12月20日 四会村                 | 明治11年12月20日 四会村                 | 五会村                      | 五会村                         | 明治39年7月1日 立田村   | 明治39年7月1日 立田村                  | 立田村                      | 立田村                                | 立田村                               | 平成17年4月1日 愛西市                       | 愛西市          |
| 海西郡        | 上古川村       | 明治11年12月20日 森川村                 | 明治11年12月20日 森川村                 | 川治村                      | 川治村                         | 明治39年7月1日 立田村   | 明治39年7月1日 立田村                  | 立田村                      | 立田村                                | 立田村                               | 平成17年4月1日 愛西市                       | 愛西市          |
| 海西郡        | 下古川村       | 明治11年12月20日 森川村                 | 明治11年12月20日 森川村                 | 川治村                      | 川治村                         | 明治39年7月1日 立田村   | 明治39年7月1日 立田村                  | 立田村                      | 立田村                                | 立田村                               | 平成17年4月1日 愛西市                       | 愛西市          |
| 海西郡        | 大森村         | 明治11年12月20日 森川村                 | 明治11年12月20日 森川村                 | 川治村                      | 川治村                         | 明治39年7月1日 立田村   | 明治39年7月1日 立田村                  | 立田村                      | 立田村                                | 立田村                               | 平成17年4月1日 愛西市                       | 愛西市          |
| 海西郡        | 梶島新田       | 明治11年12月20日 森川村                 | 明治11年12月20日 森川村                 | 川治村                      | 川治村                         | 明治39年7月1日 立田村   | 明治39年7月1日 立田村                  | 立田村                      | 立田村                                | 立田村                               | 平成17年4月1日 愛西市                       | 愛西市          |
| 海西郡        | 小茂井村       | 小茂井村                                | 小茂井村                                | 川治村                      | 川治村                         | 明治39年7月1日 立田村   | 明治39年7月1日 立田村                  | 立田村                      | 立田村                                | 立田村                               | 平成17年4月1日 愛西市                       | 愛西市          |
| 海西郡        | 山路村         | 山路村                                  | 山路村                                  | 川治村                      | 川治村                         | 明治39年7月1日 立田村   | 明治39年7月1日 立田村                  | 立田村                      | 立田村                                | 立田村                               | 平成17年4月1日 愛西市                       | 愛西市          |
| 海西郡        | 島名新田       | 明治11年12月20日 山路村に合併           | 山路村                                  | 川治村                      | 川治村                         | 明治39年7月1日 立田村   | 明治39年7月1日 立田村                  | 立田村                      | 立田村                                | 立田村                               | 平成17年4月1日 愛西市                       | 愛西市          |
| 海西郡        | 島名新田       | 明治11年12月20日 雀ヶ森村に合併         | 雀ヶ森村                                | 川治村                      | 川治村                         | 明治39年7月1日 立田村   | 明治39年7月1日 立田村                  | 立田村                      | 立田村                                | 立田村                               | 平成17年4月1日 愛西市                       | 愛西市          |
| 海西郡        | 雀ヶ森村       | 雀ヶ森村                                | 雀ヶ森村                                | 川治村                      | 川治村                         | 明治39年7月1日 立田村   | 明治39年7月1日 立田村                  | 立田村                      | 立田村                                | 立田村                               | 平成17年4月1日 愛西市                       | 愛西市          |
| 海西郡        | 早尾村         | 早尾村                                  | 早尾村                                  | 早尾村                      | 早尾村                         | 明治39年7月1日 立田村   | 明治39年7月1日 立田村                  | 立田村                      | 立田村                                | 立田村                               | 平成17年4月1日 愛西市                       | 愛西市          |
| 海西郡        | 西保村         | 西保村                                  | 西保村                                  | 市腋村                      | 市腋村                         | 明治39年7月1日 市江村   | 明治39年7月1日 市江村                  | 市江村                      | 市江村                                | 昭和30年4月1日 佐屋町                | 平成17年4月1日 愛西市                       | 愛西市          |
| 海西郡        | 東保村         | 東保村                                  | 東保村                                  | 市腋村                      | 市腋村                         | 明治39年7月1日 市江村   | 明治39年7月1日 市江村                  | 市江村                      | 市江村                                | 昭和30年4月1日 佐屋町                | 平成17年4月1日 愛西市                       | 愛西市          |
| 海西郡        | 東条村         | 東条村                                  | 東条村                                  | 東市江村                    | 東市江村                       | 明治39年7月1日 市江村   | 明治39年7月1日 市江村                  | 市江村                      | 市江村                                | 昭和30年4月1日 佐屋町                | 平成17年4月1日 愛西市                       | 愛西市          |
| 海西郡        | 西条村         | 西条村                                  | 西条村                                  | 東市江村                    | 東市江村                       | 明治39年7月1日 市江村   | 明治39年7月1日 市江村                  | 市江村                      | 市江村                                | 昭和30年4月1日 佐屋町                | 平成17年4月1日 愛西市                       | 愛西市          |
| 海西郡        | 本部田村       | 本部田村                                | 本部田村                                | 東市江村                    | 東市江村                       | 明治39年7月1日 市江村   | 明治39年7月1日 市江村                  | 市江村                      | 市江村                                | 昭和30年4月1日 佐屋町                | 平成17年4月1日 愛西市                       | 愛西市          |
| 海西郡        | 本部田村       | 明治8年 楽平村                          | 明治8年 楽平村                          | 東市江村                    | 東市江村                       | 明治39年7月1日 市江村   | 明治39年7月1日 市江村                  | 市江村                      | 市江村                                | 昭和30年4月1日 弥富町                | 平成18年4月1日 市制 弥富市                  | 弥富市          |
| 海西郡        | 鎌倉新田       | 鎌倉新田                                | 鎌倉新田                                | 十四山村                    | 十四山村                       | 明治39年7月1日 市江村   | 明治39年7月1日 市江村                  | 市江村                      | 市江村                                | 昭和30年4月1日 弥富町                | 平成18年4月1日 市制 弥富市                  | 弥富市          |
| 海西郡        | 佐古木新田     | 佐古木新田                              | 佐古木新田                              | 十四山村                    | 十四山村                       | 明治39年7月1日 弥富町   | 明治39年7月1日 弥富町                  | 弥富町                      | 弥富町                                | 昭和30年4月1日 弥富町                | 平成18年4月1日 市制 弥富市                  | 弥富市          |
| 海西郡        | 又八新田       | 又八新田                                | 又八新田                                | 十四山村                    | 十四山村                       | 明治39年7月1日 弥富町   | 明治39年7月1日 弥富町                  | 弥富町                      | 弥富町                                | 昭和30年4月1日 弥富町                | 平成18年4月1日 市制 弥富市                  | 弥富市          |
| 海西郡        | 五ノ三村       | 五ノ三村                                | 五ノ三村                                | 市腋村                      | 市腋村                         | 明治39年7月1日 弥富町   | 明治39年7月1日 弥富町                  | 弥富町                      | 弥富町                                | 昭和30年4月1日 弥富町                | 平成18年4月1日 市制 弥富市                  | 弥富市          |
| 海西郡        | 荷ノ上村       | 荷ノ上村                                | 荷ノ上村                                | 市腋村                      | 市腋村                         | 明治39年7月1日 弥富町   | 明治39年7月1日 弥富町                  | 弥富町                      | 弥富町                                | 昭和30年4月1日 弥富町                | 平成18年4月1日 市制 弥富市                  | 弥富市          |
| 海西郡        | 鯏浦村         | 鯏浦村                                  | 鯏浦村                                  | 弥富村                      | 明治36年8月26日 町制 弥富町    | 明治39年7月1日 弥富町   | 明治39年7月1日 弥富町                  | 弥富町                      | 弥富町                                | 昭和30年4月1日 弥富町                | 平成18年4月1日 市制 弥富市                  | 弥富市          |
| 海西郡        | 平島新田       | 平島新田                                | 平島新田                                | 弥富村                      | 明治36年8月26日 町制 弥富町    | 明治39年7月1日 弥富町   | 明治39年7月1日 弥富町                  | 弥富町                      | 弥富町                                | 昭和30年4月1日 弥富町                | 平成18年4月1日 市制 弥富市                  | 弥富市          |
| 三重県 桑名郡 | 五明村         | 明治13年5月10日 所属変更 五明村         | 明治13年5月10日 所属変更 五明村         | 弥富村                      | 明治36年8月26日 町制 弥富町    | 明治39年7月1日 弥富町   | 明治39年7月1日 弥富町                  | 弥富町                      | 弥富町                                | 昭和30年4月1日 弥富町                | 平成18年4月1日 市制 弥富市                  | 弥富市          |
| 三重県 桑名郡 | 小島新田       | 明治13年5月10日 所属変更 小島新田       | 明治13年5月10日 所属変更 小島新田       | 弥富村                      | 明治36年8月26日 町制 弥富町    | 明治39年7月1日 弥富町   | 明治39年7月1日 弥富町                  | 弥富町                      | 弥富町                                | 昭和30年4月1日 弥富町                | 平成18年4月1日 市制 弥富市                  | 弥富市          |
| 海西郡        | 前ヶ須新田     | 前ヶ須新田                              | 前ヶ須新田                              | 弥富村                      | 明治36年8月26日 町制 弥富町    | 明治39年7月1日 鍋田村   | 明治39年7月1日 鍋田村                  | 鍋田村                      | 鍋田村                                | 昭和30年4月1日 弥富町                | 平成18年4月1日 市制 弥富市                  | 弥富市          |
| 海西郡        | 中山新田       | 中山新田                                | 中山新田                                | 弥富村                      | 明治36年8月26日 町制 弥富町    | 明治39年7月1日 鍋田村   | 明治39年7月1日 鍋田村                  | 鍋田村                      | 鍋田村                                | 昭和30年4月1日 弥富町                | 平成18年4月1日 市制 弥富市                  | 弥富市          |
| 海西郡        | 中河原新田     | 明治11年12月20日 中山新田に合併         | 中山新田                                | 弥富村                      | 明治36年8月26日 町制 弥富町    | 明治39年7月1日 鍋田村   | 明治39年7月1日 鍋田村                  | 鍋田村                      | 鍋田村                                | 昭和30年4月1日 弥富町                | 平成18年4月1日 市制 弥富市                  | 弥富市          |
| 海西郡        | 芝井新田       | 芝井新田                                | 芝井新田                                | 大藤村                      | 大藤村                         | 明治39年7月1日 鍋田村   | 明治39年7月1日 鍋田村                  | 鍋田村                      | 鍋田村                                | 昭和30年4月1日 弥富町                | 平成18年4月1日 市制 弥富市                  | 弥富市          |
| 海西郡        | 与蔵山午新田   | 明治11年12月20日 森津村                 | 明治11年12月20日 森津村                 | 大藤村                      | 大藤村                         | 明治39年7月1日 鍋田村   | 明治39年7月1日 鍋田村                  | 鍋田村                      | 鍋田村                                | 昭和30年4月1日 弥富町                | 平成18年4月1日 市制 弥富市                  | 弥富市          |
| 海西郡        | 森津新田       | 明治11年12月20日 森津村                 | 明治11年12月20日 森津村                 | 大藤村                      | 大藤村                         | 明治39年7月1日 鍋田村   | 明治39年7月1日 鍋田村                  | 鍋田村                      | 鍋田村                                | 昭和30年4月1日 弥富町                | 平成18年4月1日 市制 弥富市                  | 弥富市          |
| 海西郡        | 鎌島新田       | 鎌島新田                                | 鎌島新田                                | 大藤村                      | 大藤村                         | 明治39年7月1日 鍋田村   | 明治39年7月1日 鍋田村                  | 鍋田村                      | 鍋田村                                | 昭和30年4月1日 弥富町                | 平成18年4月1日 市制 弥富市                  | 弥富市          |
| 海西郡        | 鶉山午新田     | 明治11年12月20日 鎌島新田に合併         | 鎌島新田                                | 大藤村                      | 大藤村                         | 明治39年7月1日 鍋田村   | 明治39年7月1日 鍋田村                  | 鍋田村                      | 鍋田村                                | 昭和30年4月1日 弥富町                | 平成18年4月1日 市制 弥富市                  | 弥富市          |
| 海西郡        | 鶉山午新田     | 明治11年12月20日 松名新田に合併         | 松名新田                                | 大藤村                      | 大藤村                         | 明治39年7月1日 鍋田村   | 明治39年7月1日 鍋田村                  | 鍋田村                      | 鍋田村                                | 昭和30年4月1日 弥富町                | 平成18年4月1日 市制 弥富市                  | 弥富市          |
| 海西郡        | 松名新田       | 松名新田                                | 松名新田                                | 大藤村                      | 大藤村                         | 明治39年7月1日 鍋田村   | 明治39年7月1日 鍋田村                  | 鍋田村                      | 鍋田村                                | 昭和30年4月1日 弥富町                | 平成18年4月1日 市制 弥富市                  | 弥富市          |
| 海西郡        | 寛延新田       | 寛延新田                                | 寛延新田                                | 大藤村                      | 大藤村                         | 明治39年7月1日 鍋田村   | 明治39年7月1日 鍋田村                  | 鍋田村                      | 鍋田村                                | 昭和30年4月1日 弥富町                | 平成18年4月1日 市制 弥富市                  | 弥富市          |
| 海西郡        | 間崎新田       | 間崎新田                                | 間崎新田                                | 大藤村                      | 大藤村                         | 明治39年7月1日 鍋田村   | 明治39年7月1日 鍋田村                  | 鍋田村                      | 鍋田村                                | 昭和30年4月1日 弥富町                | 平成18年4月1日 市制 弥富市                  | 弥富市          |
| 海西郡        | 稲元新田       | 稲元新田                                | 稲元新田                                | 大藤村                      | 大藤村                         | 明治39年7月1日 鍋田村   | 明治39年7月1日 鍋田村                  | 鍋田村                      | 鍋田村                                | 昭和30年4月1日 弥富町                | 平成18年4月1日 市制 弥富市                  | 弥富市          |
| 海西郡        | 稲荷新田       | 稲荷新田                                | 稲荷新田                                | 大藤村                      | 大藤村                         | 明治39年7月1日 鍋田村   | 明治39年7月1日 鍋田村                  | 鍋田村                      | 鍋田村                                | 昭和30年4月1日 弥富町                | 平成18年4月1日 市制 弥富市                  | 弥富市          |
| 海西郡        | 川原欠新田     | 川原欠新田                              | 川原欠新田                              | 大藤村                      | 大藤村                         | 明治39年7月1日 鍋田村   | 明治39年7月1日 鍋田村                  | 鍋田村                      | 鍋田村                                | 昭和30年4月1日 弥富町                | 平成18年4月1日 市制 弥富市                  | 弥富市          |
| 三重県 桑名郡 | 富島新田       | 明治13年5月10日 所属変更 富島新田       | 明治13年5月10日 所属変更 富島新田       | 両国村                      | 両国村                         | 明治39年7月1日 鍋田村   | 明治39年7月1日 鍋田村                  | 鍋田村                      | 鍋田村                                | 昭和30年4月1日 弥富町                | 平成18年4月1日 市制 弥富市                  | 弥富市          |
| 三重県 桑名郡 | 富島付新田     | 明治13年5月10日 所属変更 富島付新田     | 明治13年5月10日 所属変更 富島付新田     | 両国村                      | 両国村                         | 明治39年7月1日 鍋田村   | 明治39年7月1日 鍋田村                  | 鍋田村                      | 鍋田村                                | 昭和30年4月1日 弥富町                | 平成18年4月1日 市制 弥富市                  | 弥富市          |
| 三重県 桑名郡 | 富崎新田       | 明治13年5月10日 所属変更 富崎新田       | 明治13年5月10日 所属変更 富崎新田       | 両国村                      | 両国村                         | 明治39年7月1日 鍋田村   | 明治39年7月1日 鍋田村                  | 鍋田村                      | 鍋田村                                | 昭和30年4月1日 弥富町                | 平成18年4月1日 市制 弥富市                  | 弥富市          |
| 三重県 桑名郡 | 加稲新田       | 明治13年5月10日 所属変更 加稲新田       | 明治13年5月10日 所属変更 加稲新田       | 両国村                      | 両国村                         | 明治39年7月1日 鍋田村   | 明治39年7月1日 鍋田村                  | 鍋田村                      | 鍋田村                                | 昭和30年4月1日 弥富町                | 平成18年4月1日 市制 弥富市                  | 弥富市          |
| 三重県 桑名郡 | 加稲山新田     | 明治13年5月10日 所属変更 加稲山新田     | 明治13年5月10日 所属変更 加稲山新田     | 両国村                      | 両国村                         | 明治39年7月1日 鍋田村   | 明治39年7月1日 鍋田村                  | 鍋田村                      | 鍋田村                                | 昭和30年4月1日 弥富町                | 平成18年4月1日 市制 弥富市                  | 弥富市          |
| 三重県 桑名郡 | 加稲九郎治新田 | 明治13年5月10日 所属変更 加稲九郎治新田 | 明治13年5月10日 所属変更 加稲九郎治新田 | 両国村                      | 両国村                         | 明治39年7月1日 鍋田村   | 明治39年7月1日 鍋田村                  | 鍋田村                      | 鍋田村                                | 昭和30年4月1日 弥富町                | 平成18年4月1日 市制 弥富市                  | 弥富市          |
| 三重県 桑名郡 | 三好新田       | 明治13年5月10日 所属変更 三好新田       | 明治13年5月10日 所属変更 三好新田       | 両国村                      | 両国村                         | 明治39年7月1日 鍋田村   | 明治39年7月1日 鍋田村                  | 鍋田村                      | 鍋田村                                | 昭和30年4月1日 弥富町                | 平成18年4月1日 市制 弥富市                  | 弥富市          |
| 三重県 桑名郡 | 稲荷崎付新田   | 明治13年5月10日 所属変更 稲荷崎付新田   | 明治13年5月10日 所属変更 稲荷崎付新田   | 両国村                      | 両国村                         | 明治39年7月1日 鍋田村   | 明治39年7月1日 鍋田村                  | 鍋田村                      | 鍋田村                                | 昭和30年4月1日 弥富町                | 平成18年4月1日 市制 弥富市                  | 弥富市          |
| 三重県 桑名郡 | 稲荷崎新田     | 明治13年5月10日 所属変更 稲荷崎新田     | 明治13年5月10日 所属変更 稲荷崎新田     | 両国村                      | 両国村                         | 明治39年7月1日 鍋田村   | 明治39年7月1日 鍋田村                  | 鍋田村                      | 鍋田村                                | 昭和30年4月1日 弥富町                | 平成18年4月1日 市制 弥富市                  | 弥富市          |
| 三重県 桑名郡 | 加稲付新田     | 明治13年5月10日 所属変更 加稲付新田     | 明治13年5月10日 所属変更 加稲付新田     | 両国村                      | 両国村                         | 明治39年7月1日 鍋田村   | 明治39年7月1日 鍋田村                  | 鍋田村                      | 鍋田村                                | 昭和30年4月1日 弥富町                | 平成18年4月1日 市制 弥富市                  | 弥富市          |
| 三重県 桑名郡 | 境新田         | 明治13年5月10日 所属変更 境新田         | 明治13年5月10日 所属変更 境新田         | 両国村                      | 両国村                         | 明治39年7月1日 鍋田村   | 明治39年7月1日 鍋田村                  | 鍋田村                      | 鍋田村                                | 昭和30年4月1日 弥富町                | 平成18年4月1日 市制 弥富市                  | 弥富市          |
| 海西郡        | 狐地新田       | 狐地新田                                | 狐地新田                                | 両国村                      | 両国村                         | 明治39年7月1日 鍋田村   | 明治39年7月1日 鍋田村                  | 鍋田村                      | 鍋田村                                | 昭和30年4月1日 弥富町                | 平成18年4月1日 市制 弥富市                  | 弥富市          |
| 海西郡        | 稲吉新田       | 稲吉新田                                | 稲吉新田                                | 両国村                      | 両国村                         | 明治39年7月1日 鍋田村   | 明治39年7月1日 鍋田村                  | 鍋田村                      | 鍋田村                                | 昭和30年4月1日 弥富町                | 平成18年4月1日 市制 弥富市                  | 弥富市          |
| 海西郡        | 稲狐新田       | 稲狐新田                                | 稲狐新田                                | 両国村                      | 両国村                         | 明治39年7月1日 鍋田村   | 明治39年7月1日 鍋田村                  | 鍋田村                      | 鍋田村                                | 昭和30年4月1日 弥富町                | 平成18年4月1日 市制 弥富市                  | 弥富市          |
| 海西郡        | 三稲新田       | 三稲新田                                | 三稲新田                                | 両国村                      | 両国村                         | 明治39年7月1日 鍋田村   | 明治39年7月1日 鍋田村                  | 鍋田村                      | 鍋田村                                | 昭和30年4月1日 弥富町                | 平成18年4月1日 市制 弥富市                  | 弥富市          |
| 海西郡        | 八穂新田       | 明治11年12月20日 三稲新田に合併         | 三稲新田                                | 両国村                      | 両国村                         | 明治39年7月1日 鍋田村   | 明治39年7月1日 鍋田村                  | 鍋田村                      | 鍋田村                                | 昭和30年4月1日 弥富町                | 平成18年4月1日 市制 弥富市                  | 弥富市          |
| 海西郡        | 三稲外繰出新田 | 三稲外繰出新田                          | 三稲外繰出新田                          | 両国村                      | 両国村                         | 明治39年7月1日 鍋田村   | 明治39年7月1日 鍋田村                  | 鍋田村                      | 鍋田村                                | 昭和30年4月1日 弥富町                | 平成18年4月1日 市制 弥富市                  | 弥富市          |
| 海西郡        | 六条新田       | 六条新田                                | 六条新田                                | 十四山村                    | 十四山村                       | 明治39年7月1日 十四山村 | 明治39年7月1日 十四山村                | 十四山村                    | 十四山村                              | 十四山村                             | 平成18年4月1日 弥富町に編入 即日市制 弥富市 | 弥富市          |
| 海西郡        | 坂中地新田     | 坂中地新田                              | 坂中地新田                              | 十四山村                    | 十四山村                       | 明治39年7月1日 十四山村 | 明治39年7月1日 十四山村                | 十四山村                    | 十四山村                              | 十四山村                             | 平成18年4月1日 弥富町に編入 即日市制 弥富市 | 弥富市          |
| 海西郡        | 鮫ヶ地新田     | 鮫ヶ地新田                              | 鮫ヶ地新田                              | 十四山村                    | 十四山村                       | 明治39年7月1日 十四山村 | 明治39年7月1日 十四山村                | 十四山村                    | 十四山村                              | 十四山村                             | 平成18年4月1日 弥富町に編入 即日市制 弥富市 | 弥富市          |
| 海西郡        | 馬ヶ地新田     | 馬ヶ地新田                              | 馬ヶ地新田                              | 十四山村                    | 十四山村                       | 明治39年7月1日 十四山村 | 明治39年7月1日 十四山村                | 十四山村                    | 十四山村                              | 十四山村                             | 平成18年4月1日 弥富町に編入 即日市制 弥富市 | 弥富市          |
| 海西郡        | 子宝新田       | 子宝新田                                | 子宝新田                                | 十四山村                    | 十四山村                       | 明治39年7月1日 十四山村 | 明治39年7月1日 十四山村                | 十四山村                    | 十四山村                              | 十四山村                             | 平成18年4月1日 弥富町に編入 即日市制 弥富市 | 弥富市          |
| 海西郡        | 西蜆新田       | 西蜆新田                                | 西蜆新田                                | 十四山村                    | 十四山村                       | 明治39年7月1日 十四山村 | 明治39年7月1日 十四山村                | 十四山村                    | 十四山村                              | 十四山村                             | 平成18年4月1日 弥富町に編入 即日市制 弥富市 | 弥富市          |
| 海西郡        | 東蜆新田       | 東蜆新田                                | 東蜆新田                                | 十四山村                    | 十四山村                       | 明治39年7月1日 十四山村 | 明治39年7月1日 十四山村                | 十四山村                    | 十四山村                              | 十四山村                             | 平成18年4月1日 弥富町に編入 即日市制 弥富市 | 弥富市          |
| 海西郡        | 四郎兵衛新田   | 四郎兵衛新田                            | 四郎兵衛新田                            | 十四山村                    | 十四山村                       | 明治39年7月1日 十四山村 | 明治39年7月1日 十四山村                | 十四山村                    | 十四山村                              | 十四山村                             | 平成18年4月1日 弥富町に編入 即日市制 弥富市 | 弥富市          |
| 海西郡        | 竹田新田       | 竹田新田                                | 竹田新田                                | 十四山村                    | 十四山村                       | 明治39年7月1日 十四山村 | 明治39年7月1日 十四山村                | 十四山村                    | 十四山村                              | 十四山村                             | 平成18年4月1日 弥富町に編入 即日市制 弥富市 | 弥富市          |
| 海西郡        | 海屋新田       | 海屋新田                                | 海屋新田                                | 十四山村                    | 十四山村                       | 明治39年7月1日 十四山村 | 明治39年7月1日 十四山村                | 十四山村                    | 十四山村                              | 十四山村                             | 平成18年4月1日 弥富町に編入 即日市制 弥富市 | 弥富市          |
| 海西郡        | 潤屋新田       | 明治11年12月20日 海屋新田に合併         | 海屋新田                                | 十四山村                    | 十四山村                       | 明治39年7月1日 十四山村 | 明治39年7月1日 十四山村                | 十四山村                    | 十四山村                              | 十四山村                             | 平成18年4月1日 弥富町に編入 即日市制 弥富市 | 弥富市          |
| 海西郡        | 下押萩新田     | 下押萩新田                              | 下押萩新田                              | 十四山村                    | 十四山村                       | 明治39年7月1日 十四山村 | 明治39年7月1日 十四山村                | 十四山村                    | 十四山村                              | 十四山村                             | 平成18年4月1日 弥富町に編入 即日市制 弥富市 | 弥富市          |
| 海西郡        | 上押萩新田     | 上押萩新田                              | 上押萩新田                              | 十四山村                    | 十四山村                       | 明治39年7月1日 十四山村 | 明治39年7月1日 十四山村                | 十四山村                    | 十四山村                              | 十四山村                             | 平成18年4月1日 弥富町に編入 即日市制 弥富市 | 弥富市          |
| 海西郡        | 亀ヶ地新田     | 亀ヶ地新田                              | 亀ヶ地新田                              | 十四山村                    | 十四山村                       | 明治39年7月1日 十四山村 | 明治39年7月1日 十四山村                | 十四山村                    | 十四山村                              | 十四山村                             | 平成18年4月1日 弥富町に編入 即日市制 弥富市 | 弥富市          |
| 海西郡        | 桴場新田       | 桴場新田                                | 桴場新田                                | 宝地村                      | 宝地村                         | 明治39年7月1日 十四山村 | 明治39年7月1日 十四山村                | 十四山村                    | 十四山村                              | 十四山村                             | 平成18年4月1日 弥富町に編入 即日市制 弥富市 | 弥富市          |
| 海西郡        | 鳥ヶ地新田     | 明治8年 桴場新田に合併                  | 桴場新田                                | 宝地村                      | 宝地村                         | 明治39年7月1日 十四山村 | 明治39年7月1日 十四山村                | 十四山村                    | 十四山村                              | 十四山村                             | 平成18年4月1日 弥富町に編入 即日市制 弥富市 | 弥富市          |
| 海西郡        | 神戸新田       | 神戸新田                                | 神戸新田                                | 宝地村                      | 宝地村                         | 明治39年7月1日 十四山村 | 明治39年7月1日 十四山村                | 十四山村                    | 十四山村                              | 十四山村                             | 平成18年4月1日 弥富町に編入 即日市制 弥富市 | 弥富市          |
| 海西郡        | 八島新田       | 八島新田                                | 八島新田                                | 宝地村                      | 宝地村                         | 明治39年7月1日 飛島村   | 明治39年7月1日 飛島村                  | 飛島村                      | 飛島村                                | 飛島村                               | 飛島村                                      | 飛島村          |
| 海西郡        | 大宝新田       | 大宝新田                                | 大宝新田                                | 宝地村                      | 宝地村                         | 明治39年7月1日 飛島村   | 明治39年7月1日 飛島村                  | 飛島村                      | 飛島村                                | 飛島村                               | 飛島村                                      | 飛島村          |
| 海西郡        | 八島前新田     | 明治11年12月20日 重宝村                 | 明治11年12月20日 重宝村                 | 宝地村                      | 宝地村                         | 明治39年7月1日 飛島村   | 明治39年7月1日 飛島村                  | 飛島村                      | 飛島村                                | 飛島村                               | 飛島村                                      | 飛島村          |
| 海西郡        | 重宝新田       | 明治11年12月20日 重宝村                 | 明治11年12月20日 重宝村                 | 宝地村                      | 宝地村                         | 明治39年7月1日 飛島村   | 明治39年7月1日 飛島村                  | 飛島村                      | 飛島村                                | 飛島村                               | 飛島村                                      | 飛島村          |
| 海西郡        | 飛島新田       | 飛島新田                                | 飛島新田                                | 飛島村                      | 飛島村                         | 明治39年7月1日 飛島村   | 明治39年7月1日 飛島村                  | 飛島村                      | 飛島村                                | 飛島村                               | 飛島村                                      | 飛島村          |
| 海西郡        | 政成新田       | 政成新田                                | 政成新田                                | 飛島村                      | 飛島村                         | 明治39年7月1日 飛島村   | 明治39年7月1日 飛島村                  | 飛島村                      | 飛島村                                | 飛島村                               | 飛島村                                      | 飛島村          |
| 海西郡        | 服岡新田       | 服岡新田                                | 服岡新田                                | 飛島村                      | 飛島村                         | 明治39年7月1日 飛島村   | 明治39年7月1日 飛島村                  | 飛島村                      | 飛島村                                | 飛島村                               | 飛島村                                      | 飛島村          |

## 備考
- 海部地域盛り上げ隊（AMT）- 愛知県海部地域4市2町1村のアイドルグループ、メンバーは愛知県のアイドルユニットP-LOCOから選抜。

## 行政
歴代郡長
| 代 | 氏名 | 就任年月日              | 退任年月日                | 備考                   |
| -- | ---- | ----------------------- | ------------------------- | ---------------------- |
| 1  |      | 大正2年（1913年）7月1日 |                           |                        |
|    |      |                         | 大正15年（1926年）6月30日 | 郡役所廃止により、廃官 |